# Temples sous roche d'Asie

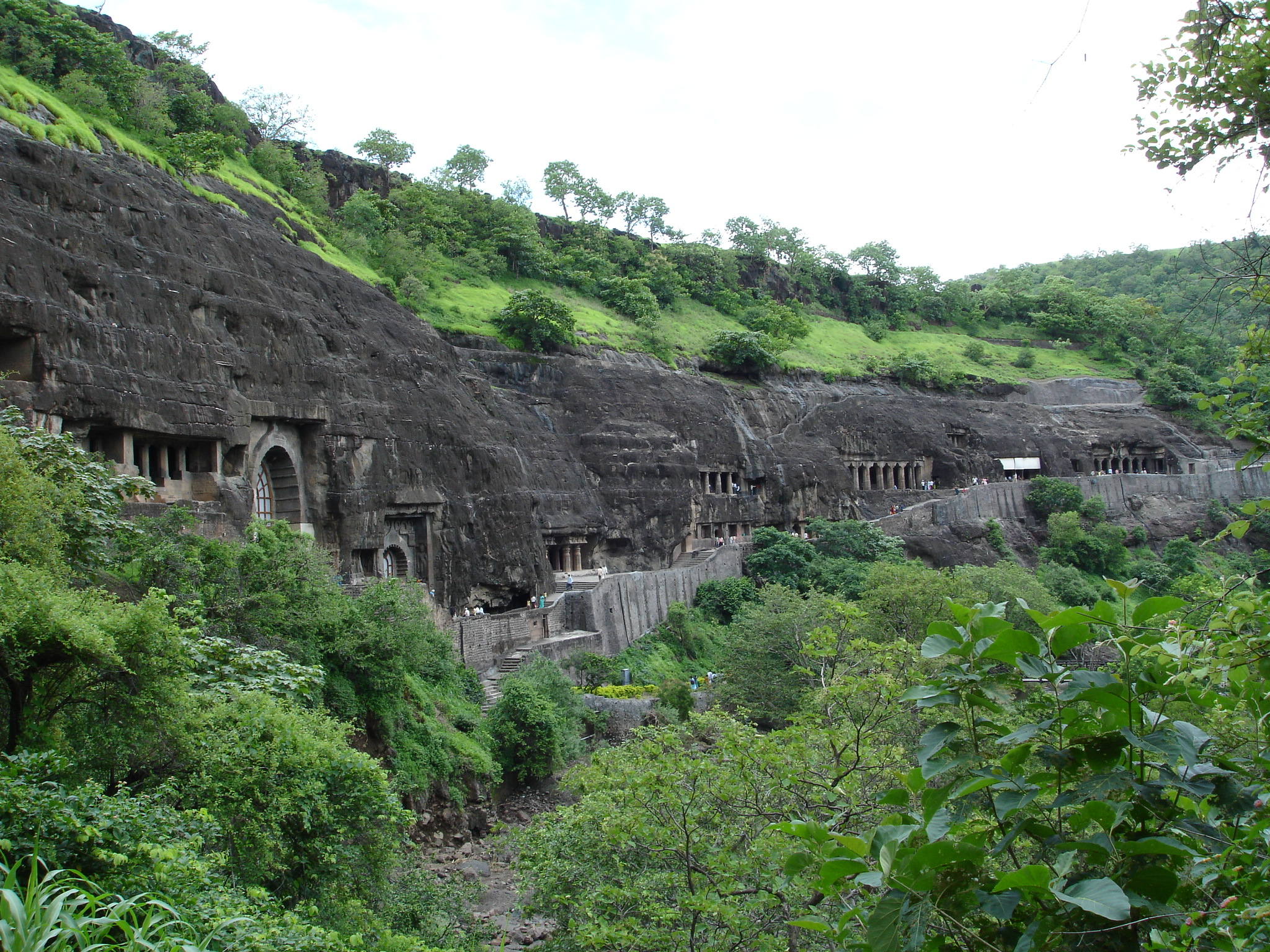
Le monastère d'Ajanta au Maharashtra, Inde

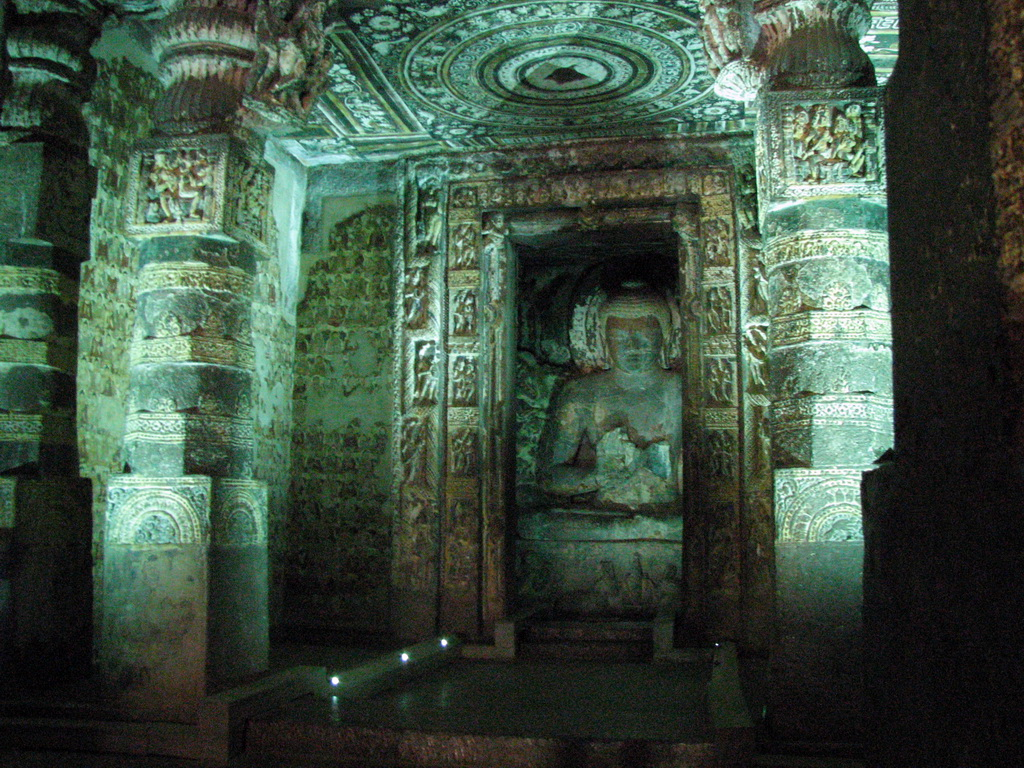
Chapelle avec une statue de Bouddha à Ajanta (grotte 1)

Les temples sous roche sont des monuments consacrés établis dans des grottes souterraines creusées dans le roc, ou naturelles. Ces temples souterrains et les temples monolithiques sculptés dans la roche sont une forme de l'architecture et de la construction sous roche ancienne, techniques de construction étroitement liées avec la sculpture dans la pierre. Les plus vastes complexes de temples sous roche créés artificiellement ont vu le jour en Inde, où l'on trouve environ 1 200 ensembles, et dans les régions frontalières en Asie.
La forme de base des temples sous roche en Asie a été développée à partir du IIe siècle av. J.-C. en Inde occidentale, sur la base de l'ermitage de montagne des ermites shramana (Sanskrit, m., श्रमण, śramaṇa, Pali, m., samaṇa, moine mendiant), hutte isolée ou grotte servant d'abri pour les ascètes. Les principes de la forme sont probablement dérivés de celle de bâtiments isolés en bois, qui ne sont plus conservés. 
Les temples sous roche se sont répandus le long des routes de commerce à longue distance de l'Asie méridionale vers l'Asie centrale et orientale. En Asie du Sud-Est, on a surtout utilisé des grottes naturelles à la place des grottes artificielles pour ces sanctuaires sous roche. La liste des sites inscrits au patrimoine mondial de l'UNESCO comporte de nombreux temples sous roche d'Asie, parmi lesquels Ajantâ, Elephanta, Ellorâ et Mahâballipuram en Inde, les grottes de Mogao, de Longmen et de Yungang en Chine, Dambulla au Sri Lanka et Seokguram en Corée du sud.
À côté de ces développements en Asie, on trouve des temples ou autres constructions sous roche, aussi dans d'autres cultures anciennes, comme en Égypte, en Assyrie, chez les Hittites, en Lycie et chez les Nabatéens.

## Précédents et architecture sous roche dans le monde

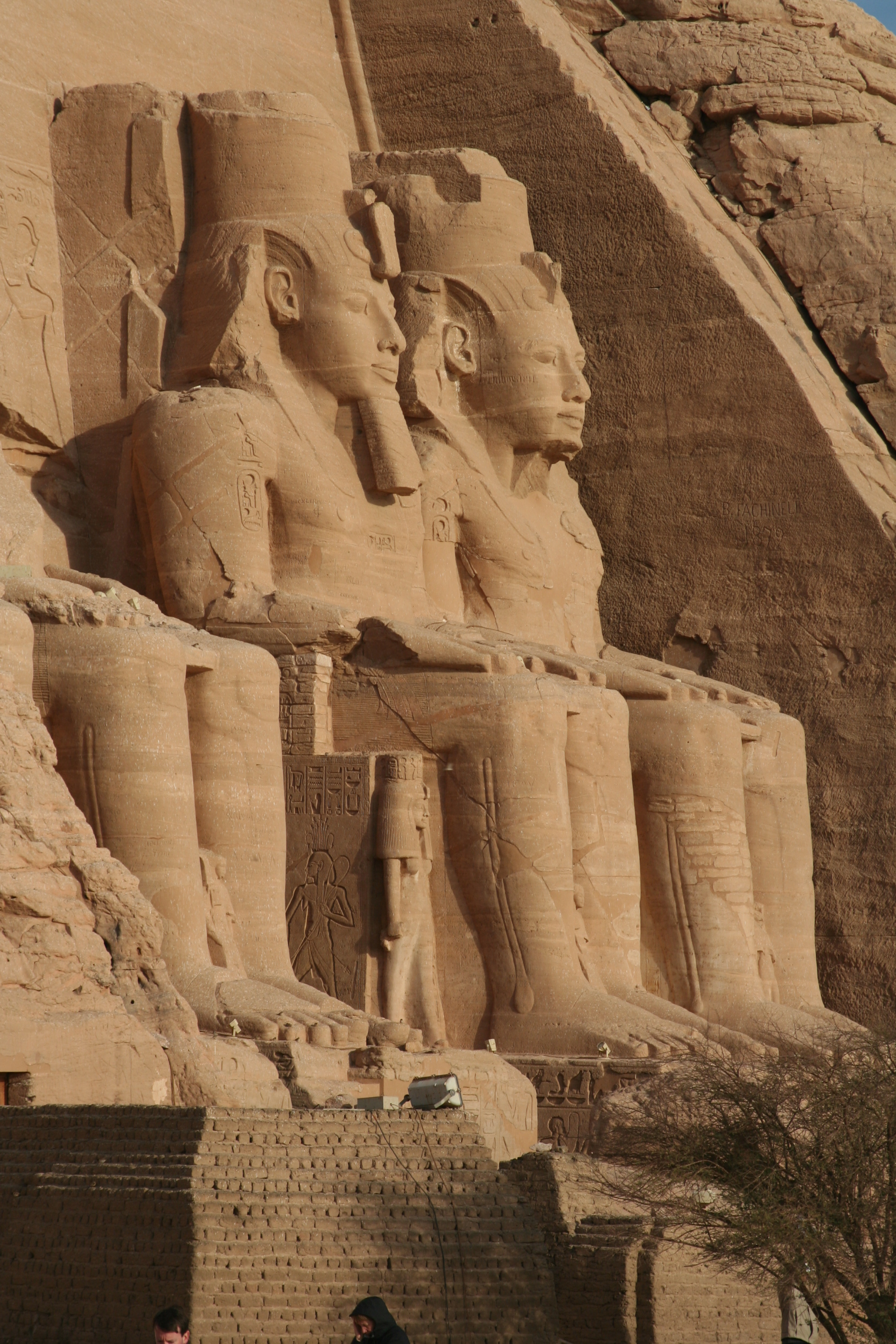
Grand temple de Ramsès II (partie), Abou Simbel, Égypte

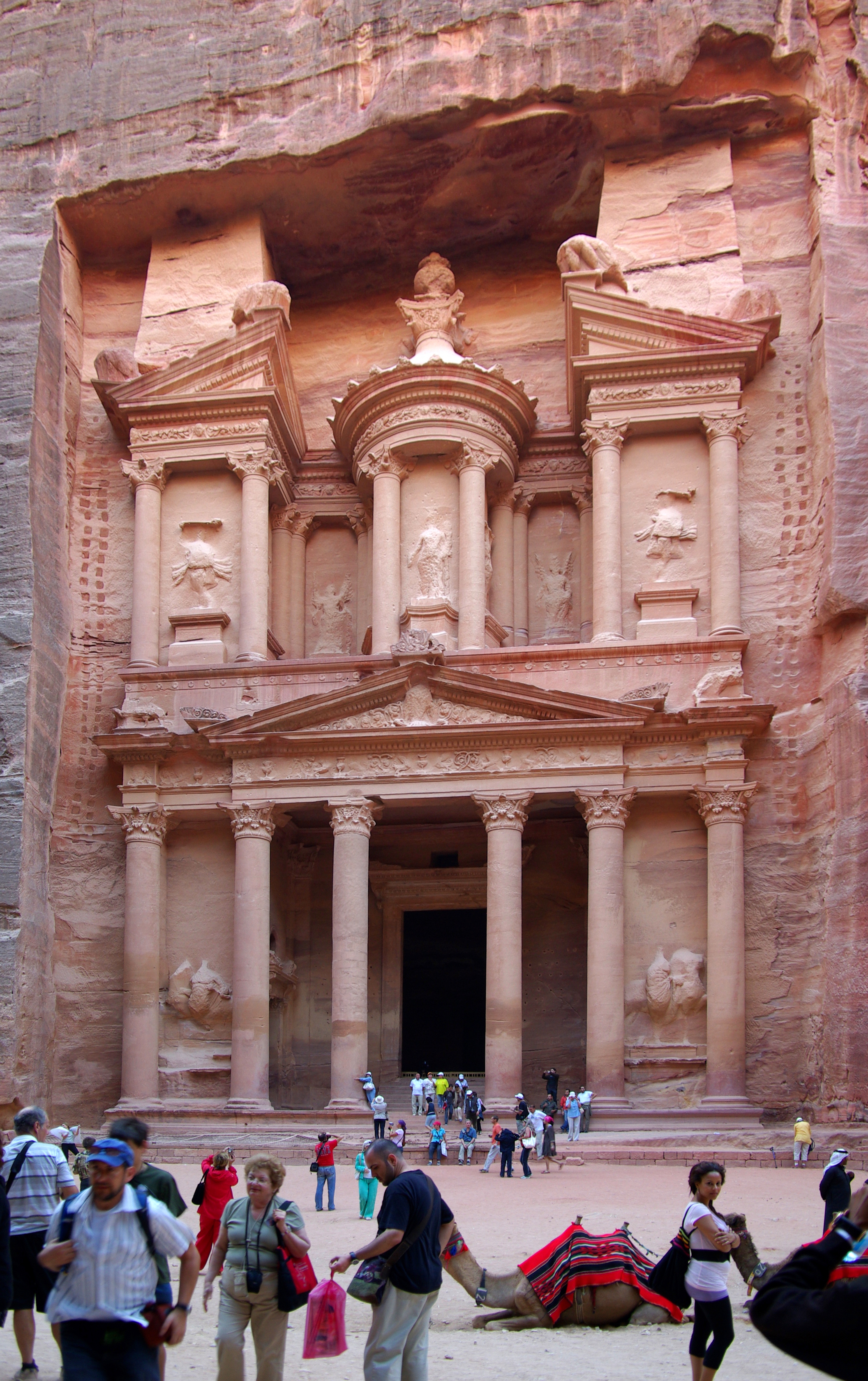
Le supposé « Trésor du Pharaon » à Pétra, Jordanie

Dès les temps préhistoriques, les grottes servaient aux hommes comme lieux d'abri, d'enterrement ou de culte. Les peintures des grottes les transformaient d'endroits fascinants en lieux saints. Pendant les paléolithiques moyen et supérieur, l'utilisation en lieu de culte était marquée par une consécration rituelle, une caractérisation durable (par exemple sous forme de peintures rupestres) et des rites régulièrement répétés. On trouve de l'art rupestre préhistorique en environ 700 000 endroits dans 120 pays, et il comprend plus de 20 000 000 de représentations figuratives.
Depuis le temps des cultures anciennes, apparaissent des constructions artificielles dans les rochers, en Afrique du Nord, en Asie mineure, occidentale, centrale et orientale. Elles servent de lieux d'habitation, d'abri et de dépôt (Cappadoce en Turquie actuelle), de tombeaux (Pétra en Jordanie) ou de temples et de monastères (Inde). On désigne aussi parfois par temple sous roche des constructions souterraines des hautes cultures précolombiennes, comme Kenko avec un autel au puma près de Cuzco, ou le temple de Cuauhcalli près de Malinalco dans l'État de Mexico (XVIe siècle).
Parmi les complexes les plus remarquables au monde, on compte les temples sous roche monumentaux de l'Égypte des pharaons, les temples d'Abou Simbel (parfois appelés spéos). Le grand temple de Ramsès II à Abou Simbel sur la rive occidentale du Nil a été construit vers 1280 av.J.C. L'ensemble du temple, qui comprend un sanctuaire et diverses pièces, a été complètement taillé dans le massif rocheux.
D'autres constructions souterraines sont conservées surtout en Asie mineure et occidentale. Des sanctuaires hittites ont été creusés dans le rocher du XVe au XIIIe siècle av. J.-C. à Yazılıkaya dans la province turque actuelle de Çorum. Les Lyciens ont creusé au Ve siècle av. J.-C. des centaines de tombeaux en Anatolie du sud (par exemple près de Köyceğiz, dans la province de Muğla). Les Nabatéens ont creusé dans le rocher à Pétra (Jordanie) des centaines de tombeaux et de temples entre 100 av.J.C. et 150 ap.J.C.. De grands monastères chrétiens souterrains, avec de nombreux espaces d'habitation et églises ont été réalisés à Göreme en Cappadoce turque (depuis le IVe siècle), à Matera au début du Moyen Âge en Italie du sud, ainsi qu'aux XIIe et XIIIe siècles à Lalibela au nord de l'Éthiopie.

## Temples sous roche bouddhistes en Inde

### Grottes dans le bouddhisme ancien

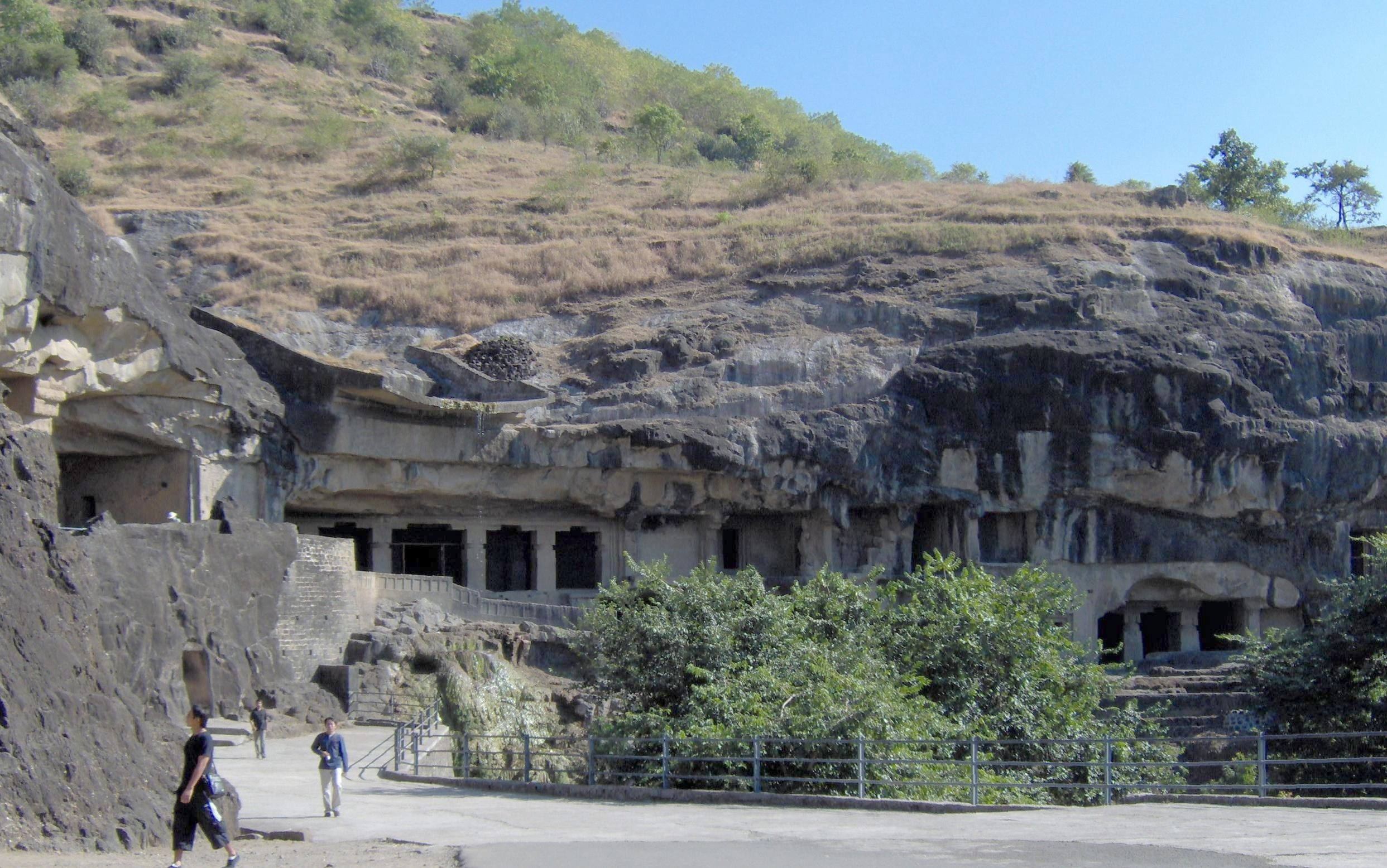
Les grottes bouddhistes d'Ellora, Inde

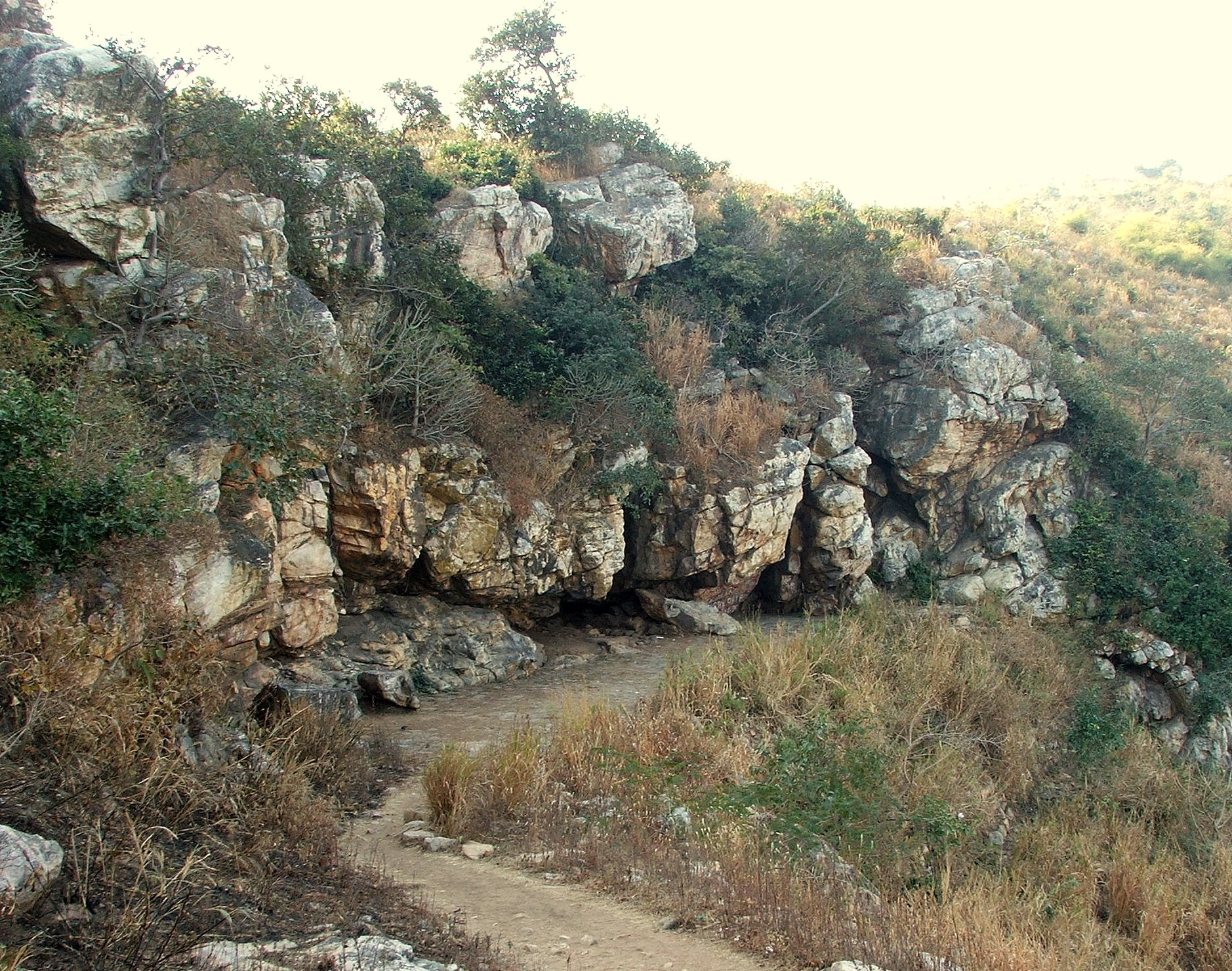
Grotte de Sattapanni à Rajagriha, Bihar, Inde, lieu du premier concile bouddhique.

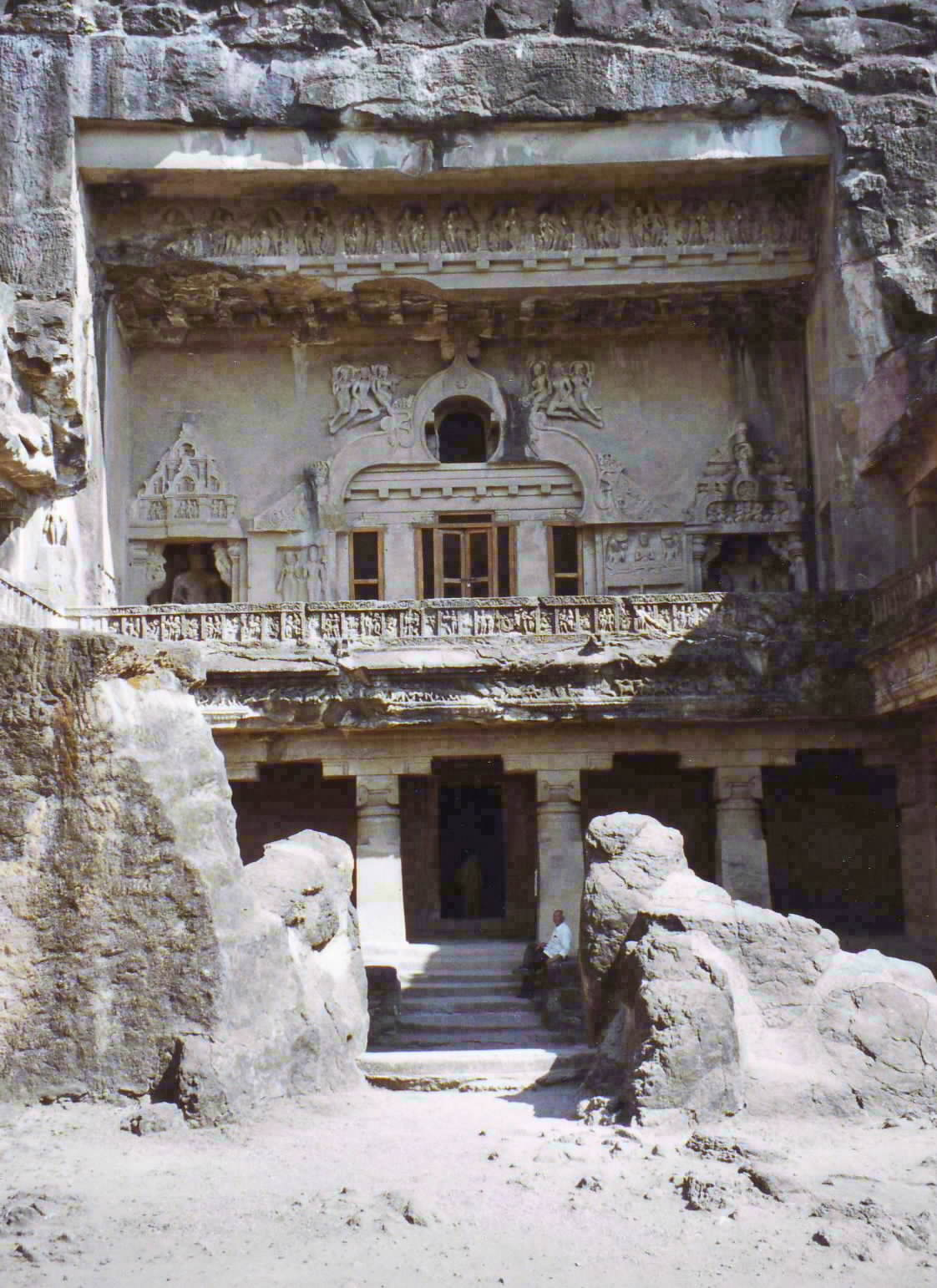
Le seul hall Chaitya d'Ellora (Grotte 10) avec portique, balcon et fenêtre en fer à cheval

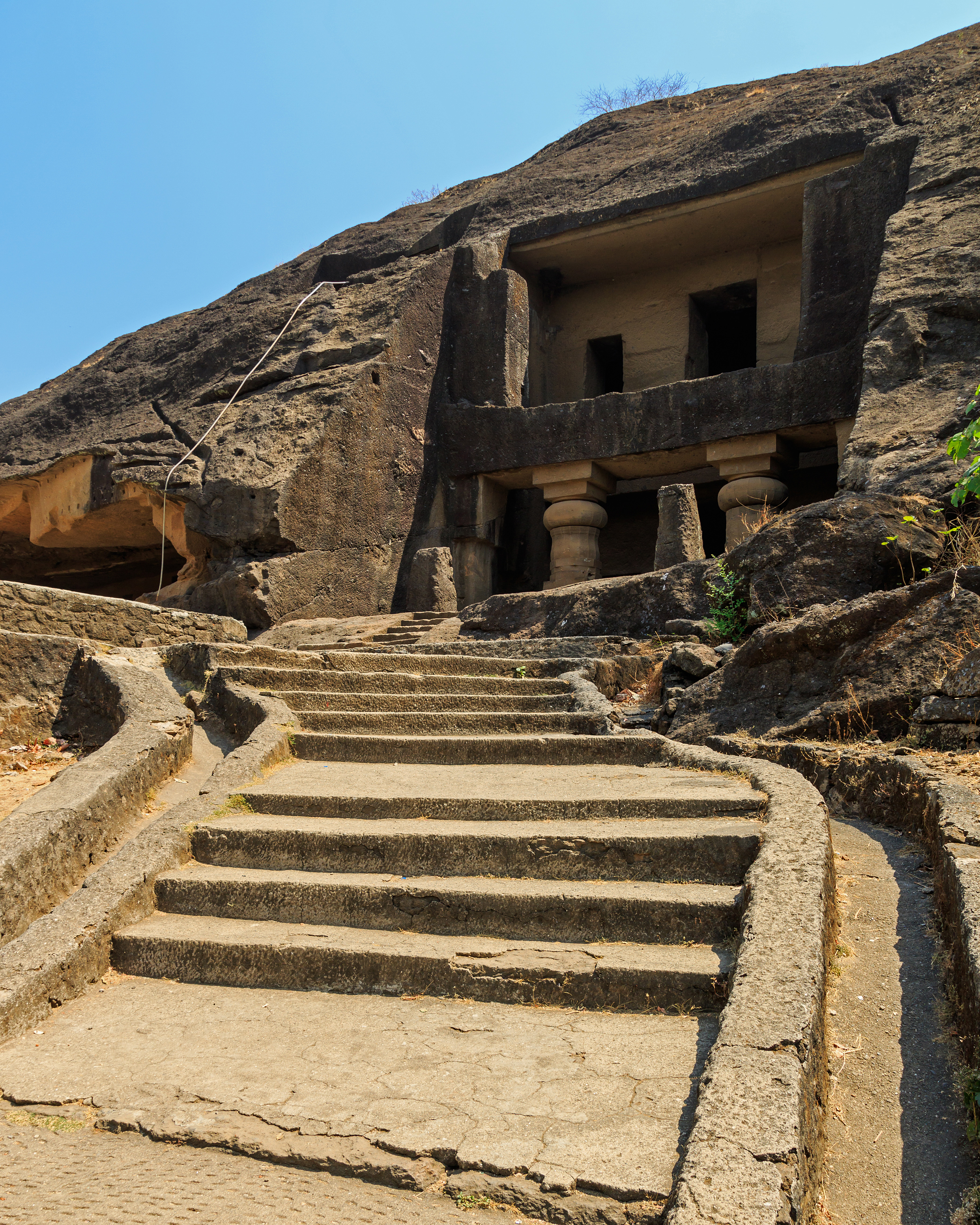
Kanheri près de Bombay, Complexe de temples dans 109 grottes.

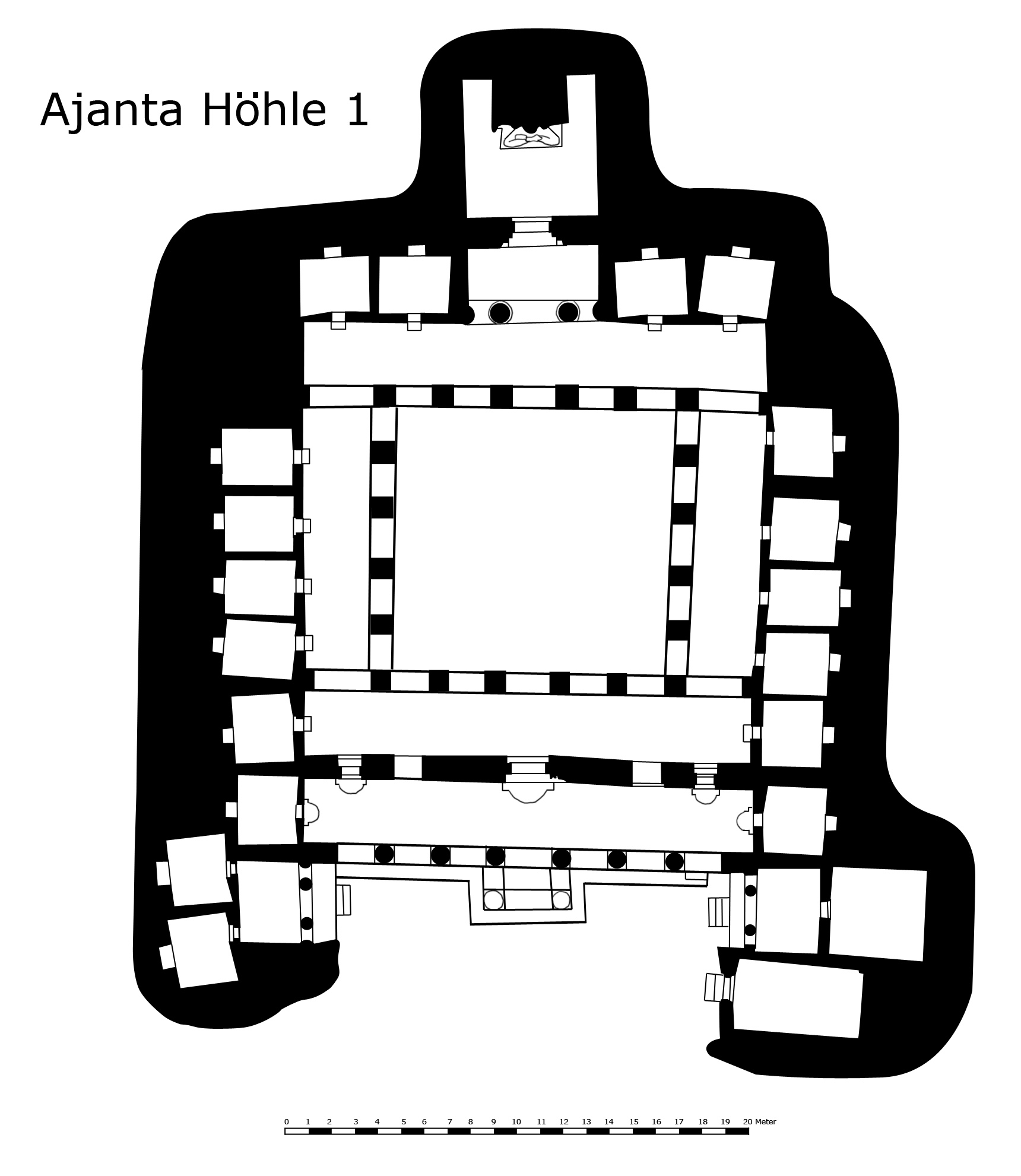
Grotte 1 (Ajanta), Monastère sous roche de Vihara avec antichambre, salle principale et chapelle de culte à la statue. Env. 40 m de long

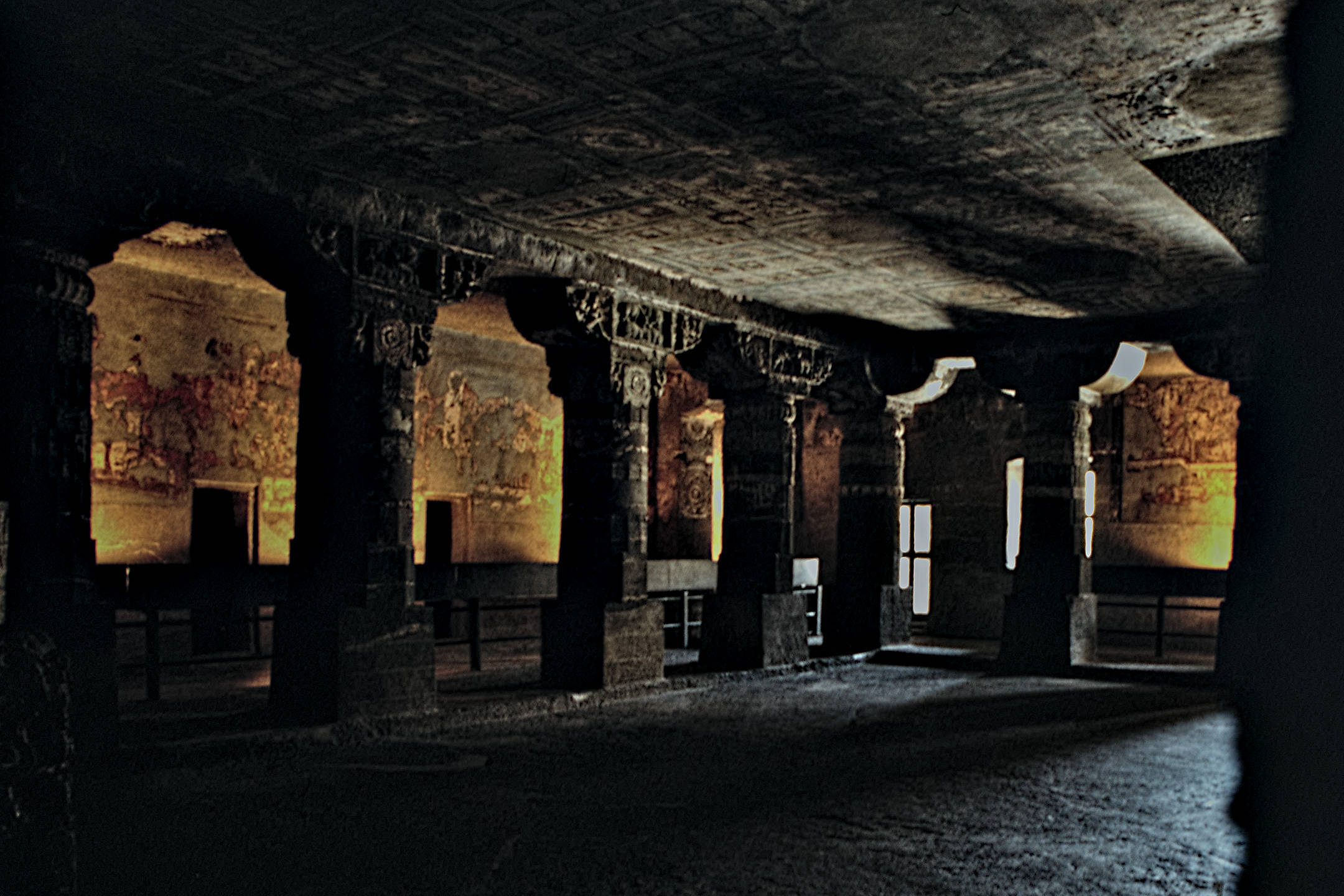
Ajanta (Grotte 1), Vihara, Inde

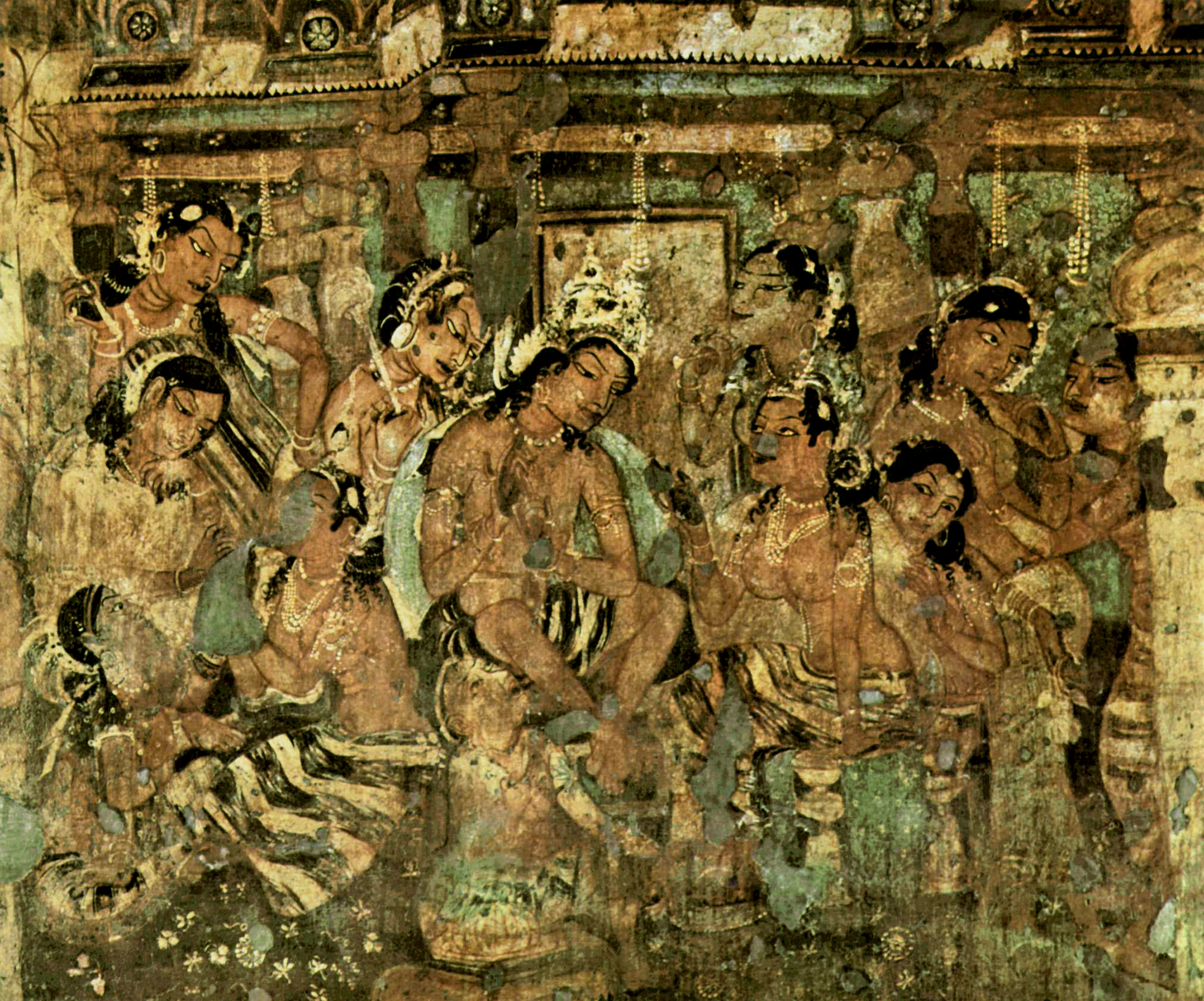
Fresque de l'époque Gupta à Ajanta (grotte 1) pour le Mahâjanaka-Jātaka : un Raja explique le renoncement au monde.

Les temples sous roche bouddhistes représentent une variante souterraine des complexes de monastères et temples bouddhistes, qui remonte à l'époque du logement des moines shramana ascétiques à l'époque des Upanishad (VIIIe et VIIe siècles av. J.-C.), ainsi qu'aux premiers ermitages de méditation bouddhiste. Le Siddhartha Gautama historique, encore jeune ascète errant, se retira pour recevoir l'illumination par la méditation dans des grottes (selon la tradition par exemple, dans la grotte de Dungeshwari près de Bodhgayâ au Bihar). Devenu Bouddha, il utilisait à l'occasion pour aller méditer une grotte près de Rajgir, comme le raconte le Canon pali, une ancienne description des enseignements de Bouddha du Ier siècle av. J.-C.. Cette grotte a été identifiée par le moine pèlerin chinois Faxian au Ve siècle comme la grotte Pippala sur la montagne Vebhara.
Le Canon pali désigne les grottes naturelles (kandara en pali) comme des emplacements de retraite usuels pour les membres de l'ordre bouddhiste , où ils peuvent méditer largement isolés de toute excitation sensorielle. Également, le premier concile bouddhique, qui a eu lieu peu après la mort de Bouddha au Ve siècle av. J.-C. près de Rajagriha (Rajgir) aurait eu lieu, d'après la tradition bouddhiste dans une salle de la grotte de Sattapani sur le versant nord du mont Vebhara. Vu le principe fondamental d'abstention de domicile de l'ordre bouddhiste, la fonction naturelle d'abri des grottes a pris un rôle important pour le développement des temples sous roche bouddhistes. Les temples sous roche offraient une meilleure protection contre les intempéries que des abris en bambous et en nattes construits en rase campagne que l'on utilisait pendant les pluies de la mousson, et que l'on détruisait à la fin de la mousson.

### L'ère de l'empereur Ashoka
La construction proprement dite de temples sous roche artificiels à partir de rochers artificiels n'a pris son essor qu'à l'époque de l'empereur Ashoka de la dynastie Maurya, qui a fondé au IIIe siècle av. J.-C. les premières installations pour la communauté des Ajivika, comme la grotte de Lomas-Rishi près de Barabar. Les bouddhistes ont développé ces formes primitives en riches centres de vie monacale avec des sculptures en relief de plus en plus élaborées. Autour de notre ère, ils ont créé, avec l'aide de riches laïcs bouddhistes, la forme fondamentale de l'architecture souterraine indienne, qui s'est propagée au cours des siècles suivants loin le long des routes commerciales. Jusqu'à présent, on n'a pas pu établir de lien univoque entre les architectures souterraines anciennes égyptienne, hittite ou lycienne occidentales et les constructions indiennes plus récentes et notablement plus nombreuses.

### Contexte de l'émergence
L'émergence des complexes de temples sous roche indiens, après des débuts mesurés aux IIIe et IIe siècles av. J.-C., a pris avec l'amélioration des conditions de l'artisanat en Inde occidentale, un élan remarquable. Une cause essentielle en a été le commerce croissant avec l'empire romain à partir du Ier siècle. C'est justement sur les artisans indiens (शूद्र,  shoûdra, serviteur), qui au cœur de la société brahmane rigide, formaient les castes ( वर्ण,  varna, caste) les plus basses, que le bouddhisme a exercé une attirance substantielle, en raison de sa reconnaissance des adeptes laïcs comme aspirants de plein droit au salut, en raison de la déchéance de fait de l'appartenance de caste et le refus des coûteux rituels de sacrifice védiques.
Au contraire de l'hindouisme, le bouddhisme s'appuie avec ses communautés de moines en premier lieu sur la culture urbaine. Des guildes de marchands urbains influentes vouent leur argent pour la construction et leur argent de couvents entiers, comme c'est indiqué sur les tables des dons. De leur côté, les monastères financent les marchands locaux par des prêts. En outre, la contribution pour les temples compte dans l'hindouisme et dans le bouddhisme parmi les actions les plus louables spirituellement (puṇya). La rivalité entre les diverses guildes d'artisans pour étendre leurs donations a conduit en particulier pendant la dynastie Gupta, qui a dominé l'Inde du nord et du centre entre 320 et 650 ap. J.C., à un accroissement substantiel de la construction souterraine, de la sculpture et de la peinture en Inde, dont les restes ont survécu au temps dans les temples sous roche pourtant souvent pillés par la suite. 
L'approvisionnement des temples sous roche, qui étaient prêtés aux moines pour de longues durées, était assuré par les disciples laïcs bouddhistes des villages et agglomérations voisines, qui offraient aux moines mendiants la nourriture, les remèdes et l'habillement. L'emploi du temps dans les couvents bouddhistes était structuré de façon stricte. Levés avant le soleil, les moines priaient par un chant ou la récitation d'un texte édifiant, nettoyaient le temple, cherchaient l'eau nécessaire pour la boisson. La journée comprenait aussi l'offre de fleurs en communauté, une tournée pour mendier la nourriture, un repas, des exercices de méditation, l'étude des textes, ainsi que la visite d'expositions instructives. 

### Structure et technique des constructions
Au sens strict, les architectures souterraines bouddhistes anciennes ne sont pas des temples au sens traditionnel d'installations « qui en raison de leur forme architecturale (monumentale, construite en pierre) ou leur fonction religieuse (habitation d'un dieu ou d'une déesse) y sont comparables ». Le bouddhisme primitif ne connait aucune sorte de lieu ou bâtiment saint voué à une puissance divine. Malgré la fonction première des constructions bouddhistes comme installations de monastères, la désignation citée de temple sous roche s'est imposée de la même manière pour les bâtiments consacré sous roche bouddhistes comme hindouistes. Dans les constructions souterraines bouddhistes, elle se rapporte à la structure analogue à un temple formée par la salle de prières (Chaitya), orientée vers un saint des saints.
Les monastères et temples sous roche bouddhistes d'Asie du sud, du centre ou de l’est se distinguent par deux types centraux de constructions : les bâtiments qui abritent ou renferment des objets sacrés bouddhistes, et les bâtiments de vie monacale.
- Dans le premier type, on trouve la salle Chaitya, une salle de prières à trois nefs, analogue à une basilique, qui sert à la transformation méritoire du stūpa, sanctuaire central en forme de cloche.
- Dans le deuxième (Vihara), on compte les salles de méditation et d'habitation des moines bouddhistes et leurs annexes[20].

Les éléments architecturaux fréquents à l'extérieur des temples et monastères en grottes sont un porche, des chapelles latérales, des vérandas sur colonnes, des avant-cours et des escaliers extérieurs. 
La salle Chaitya ou de prière (du caitya-gṛha, cetiya, sanctuaire) est au centre de l'ensemble du temple bouddhiste. La salle Chaitya à trois nefs est divisée par deux lignes de colonnes en une nef centrale, dont la voûte est en berceau, reposant sur des arcs en bois ou en pierre, et deux bas-côtés. La salle sert à accueillir un reliquaire souvent richement orné (स्तूप, stūpa, thupa, colline, initialement au sens de tumulus), entouré par une allée destinée en faire le tour rituel. Devant la salle Chaitya, il y avait à l'origine une riche façade en bois, composée d'un ou plusieurs portails. En sus de la fenêtre en forme de fer à cheval située au-dessus de l’entrée, la façade en bois faisait que la niche du stūpa dans l'abside semi-circulaire au fond de la salle était baignée par un effet lumineux atmosphérique. 
Dans le voisinage de la salle Chaitya se trouvent les salles du monastère. Les espaces de vie des moines (विहार, vihāra, séjour, habitat) entourent une série d'étroites cellules bhikṣu-gṛha) pour deux personnes, arrangées autour d'une cour ou d'une salle à colonnes centrale मण्डप, maṇḍapa. D'autres éléments du monastère sont les citernes, les magasins, et autres annexes à buts pratiques.
Les monastères du bouddhisme mahāyāna, la deuxième des principales sectes du bouddhisme, née entre les Ve et VIIIe siècles contiennent des alignements de colonnes richement ornées, ainsi que des chapelles de l'objet du culte, ou des stūpa plus petits hémisphériques. Elles sont ornées de peintures murales de grande surface sur la vie et les existences précédentes du Bouddha historique. Mais les couleurs qui formaient ces décors ont souvent été emportées par l'érosion.
Techniquement, la paroi rocheuse était attaquée perpendiculairement à la largeur de la grotte envisagée. Puis la façade était marquée, et on commençait à la ciseler dans le rocher du haut vers le bas. Le travail de creusement de la grotte se déroulait par étapes. La première étape allait toujours jusqu'au fond de la roche. Après avoir atteint le fond, on finissait le plafond, ce qui permettait de se passer d'échafaudage. Tandis que les sculpteurs creusaient de haut en bas, en épargnant les colonnes et les sculptures prévues, les façades étaient terminées. Les sculpteurs n'avaient à leur disposition comme outils que des pics, des marteaux et des ciseaux.

### Développement de l'architecture monumentale

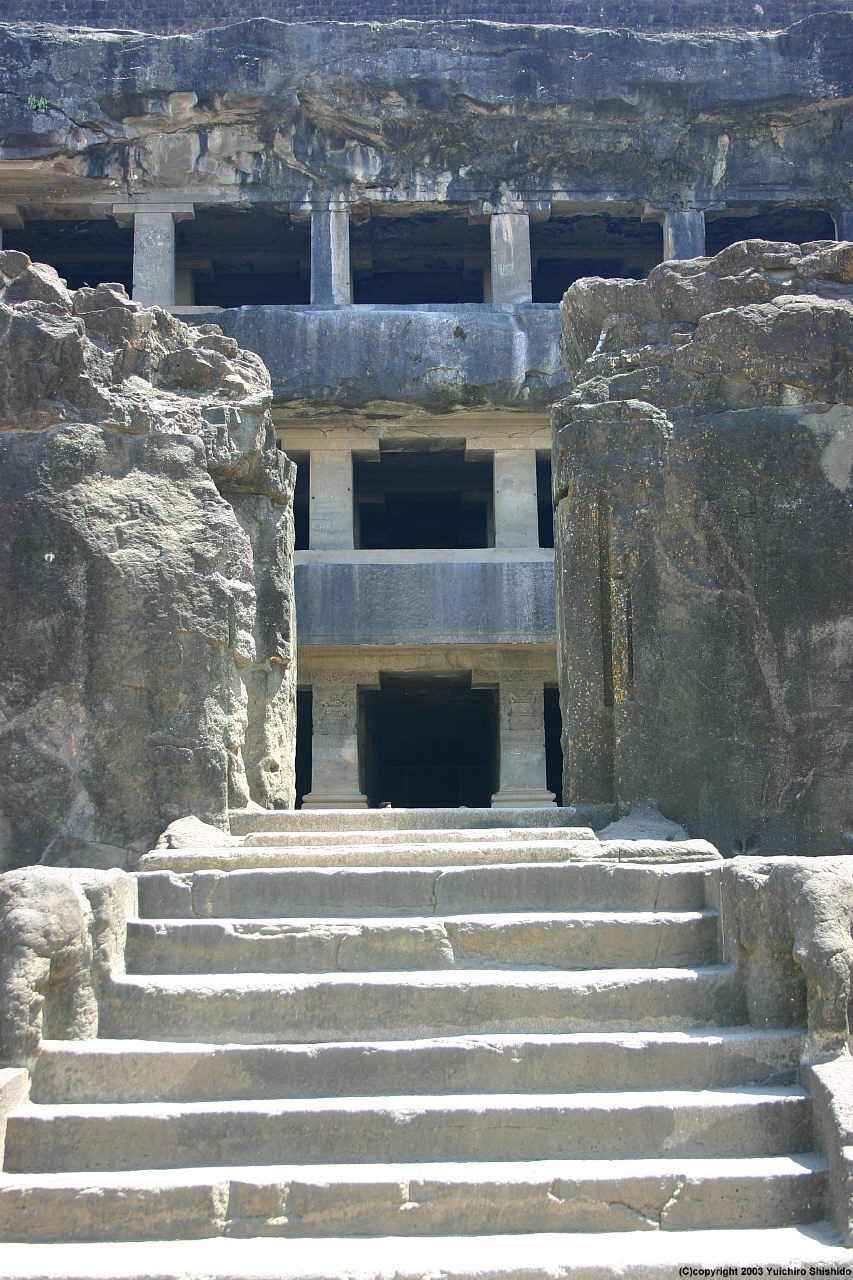
École monastique à trois étages Tin Thal à Ellora (grotte 12)

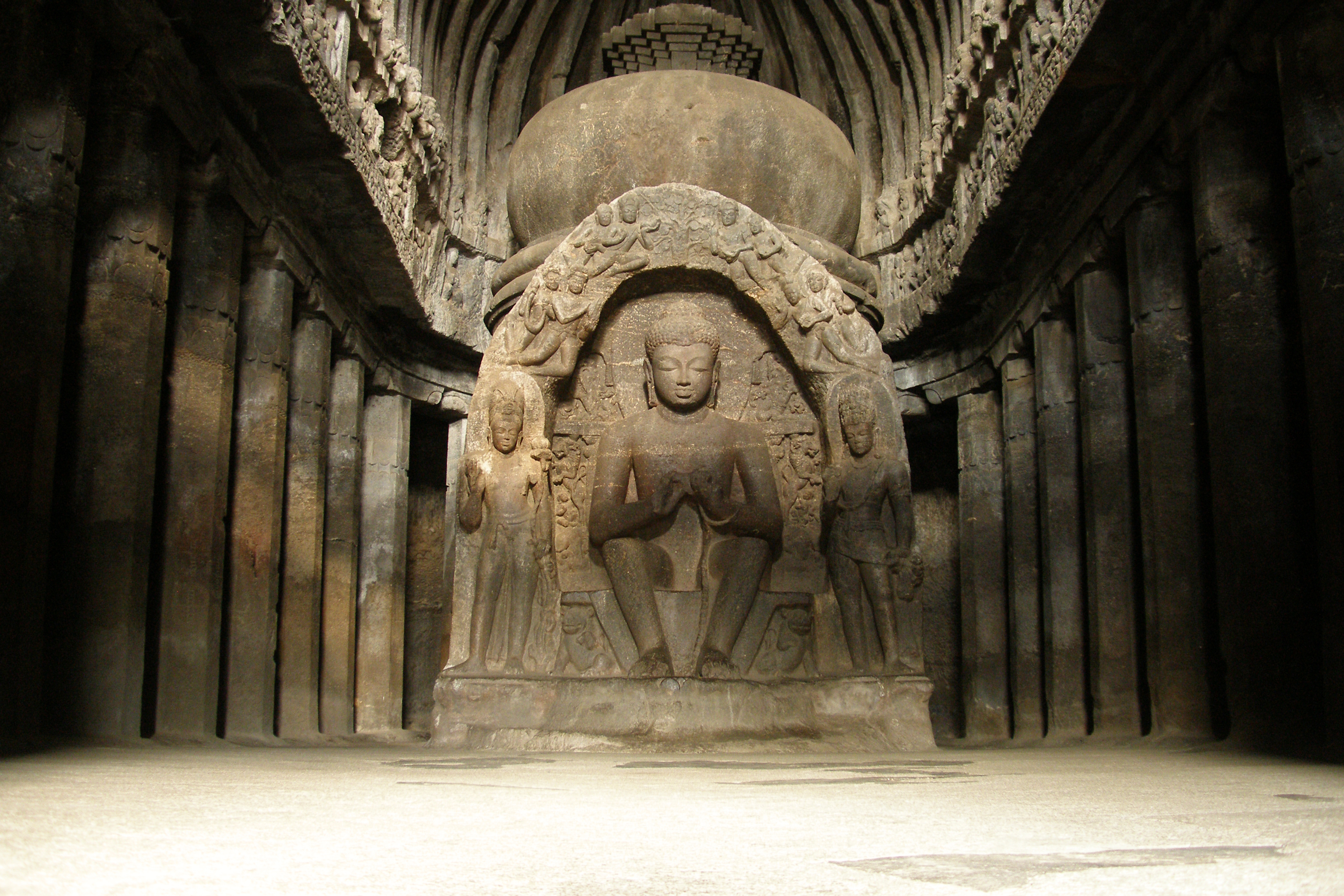
Salle du temple (Ellora, grotte 10) avec un stupa en cloche dans l’abside

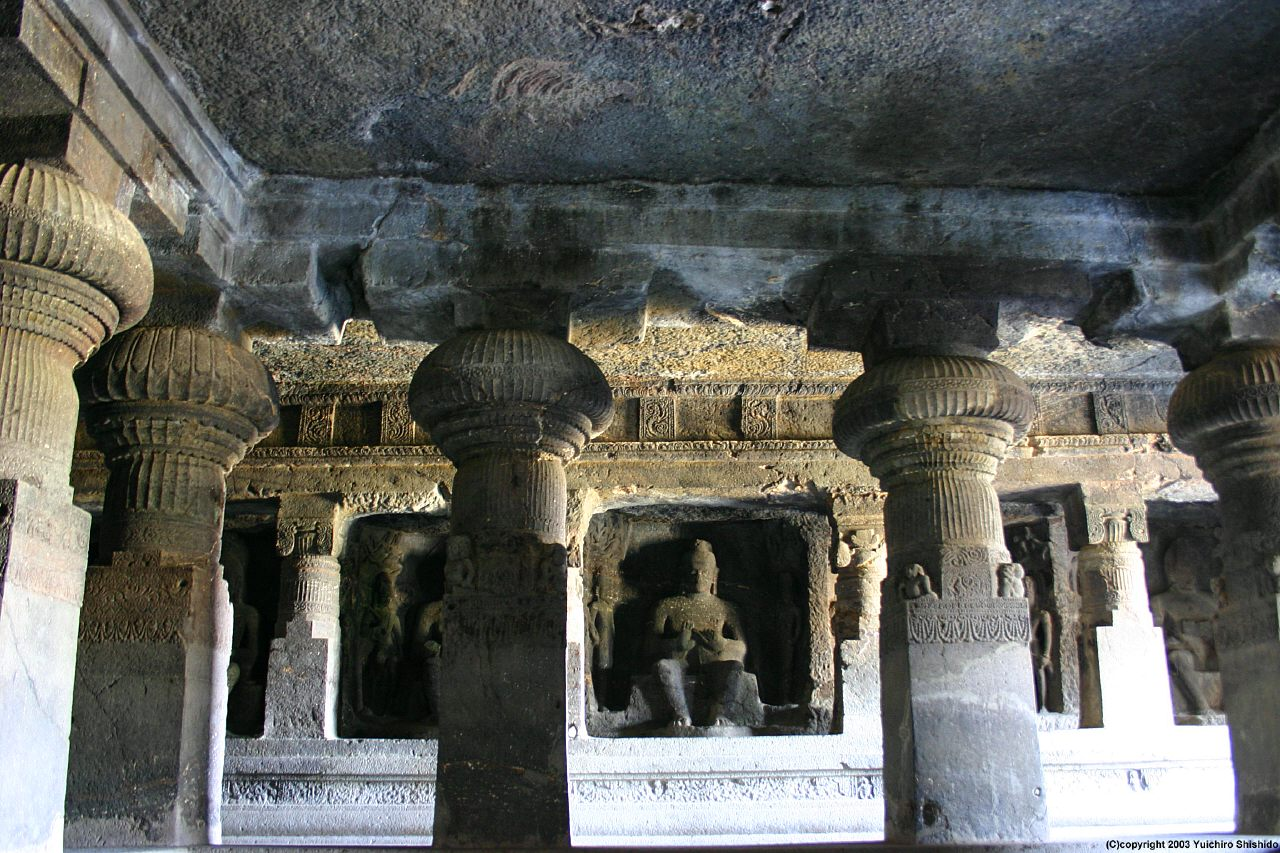
Couvent avec une chapelle de l’image du culte à Ellora (grotte 3)

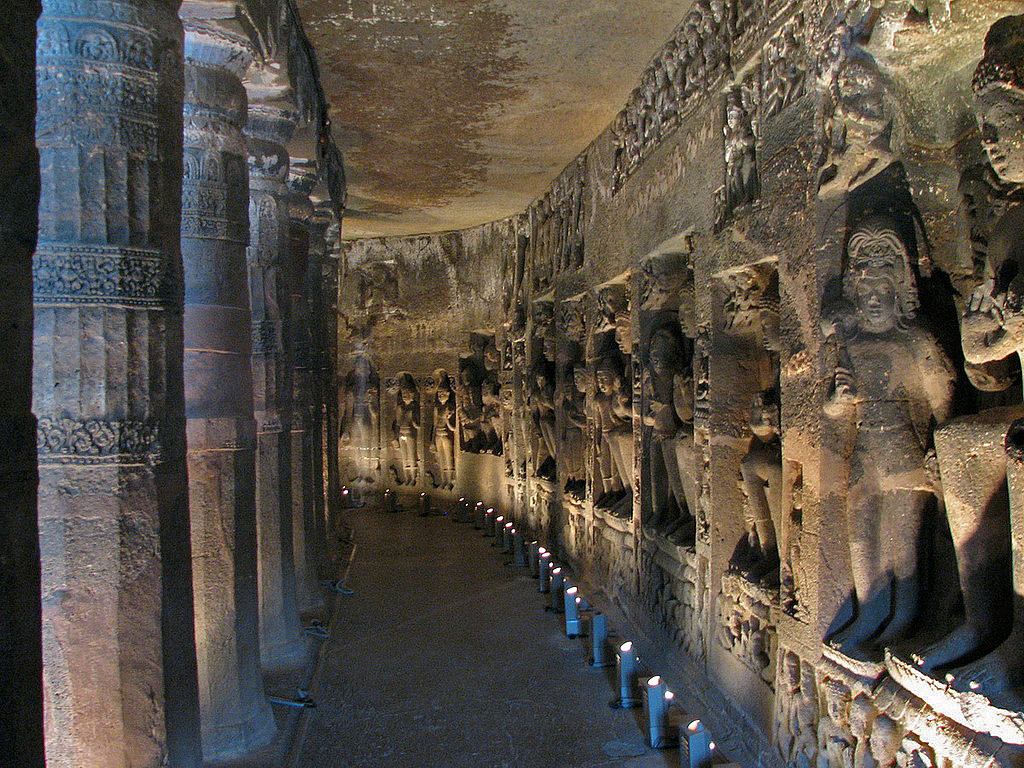
Allée de côté d'une salle Chaitya à Ajanta

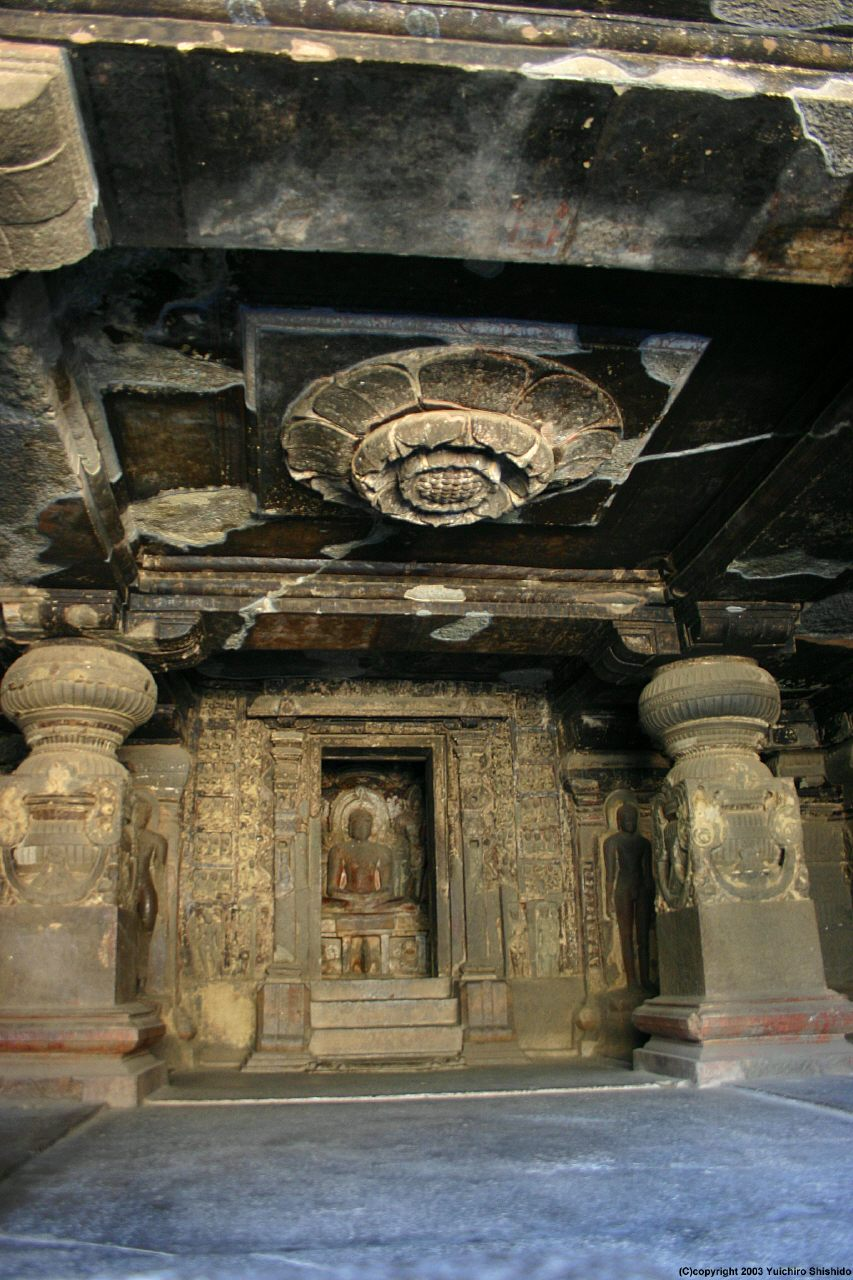
Couvent avec une chapelle de l’image du culte à Ellora (grotte 32)

Le développement des temples sous roche a conduit, vu la force croissante de la religion brahmane védique, à l'évolution du temple bouddhiste sous roche vers une école monacale. Dès Ajanta (grottes 6 et 27), une grotte à plusieurs étages a été creusée dans la roche, sans doute prolongée par des bâtiments du monastère extérieurs en bois, qui n'ont pas été conservés. À côté de la salle Chaitya et du Vihara apparaît une grande salle capitulaire (dharmashala de dharma, enseignement (de Bouddha), shala, école), par exemple à Ellora (grotte à trois étages 12, Tin Thal, et grotte 11, Do Thal), à Bagh (no  5), Dhamnar (no  11) et Kholvi (no  10).
Tandis que les salles Chaitya et du temple servent avant tout pour les cérémonies comme le parikrama, c'est-à-dire la procession rituelle autour du stupa en vue de gagner des bénéfices spirituels, et les pièces du Vihara servent avant tout comme lieux de méditation et de vie, le dharmashala est garni de grandes files de bancs de pierre, et sert de grande salle d'enseignement et de prédication bouddhiste. À un étage de l'école monacale d'Ellora, jusqu'à 30 étudiants, assis en rangs entre les colonnes, pouvaient suivre les développements d'un enseignant bouddhiste.

### Diffusion en Inde
Jusqu'à présent, on connaît environ 1 200 temples sous roche bouddhistes, hindouistes et jaïns en Inde, dont environ 1 000 dans l’État de Maharashtra, d'autres dans l'Andhra Pradesh, au sud-est du Maharashtra, et dans les États du nord-ouest de Gujarat, Rajasthan et Madhya Pradesh. Les temples sous roche les plus anciens connus ont été faits dans le contexte du mouvement shramana environ au IIIe siècle av. J.-C. dans le futur État du Bihar (8 grottes à Barabar, Nagarjuni et Sita Marhi près de Rajagriha, aujourd'hui Rajgir).
De nombreux comlexes de temples sous roche d'inspiration religieuse différente, intensivement mis en valeur sur le plan archéologique et touristique, sont actuellement inscrits sur la liste du patrimoine mondial de l'UNESCO. :
- Ajantâ (bouddhiste, du IIe siècle av. J.-C. au VIIe siècle, 29 grottes) dans la vallée de la rivière Vaghorâ, et redécouverte fortuitement en 1819 par un officier de cavalerie britannique.
- Ellora (bouddhiste, hindou/shivaïte, jaïn, environ VIe au XIIe siècle, 34 grottes), creusé le long d'une falaise basaltique sur 2 km.
- Éléphanta sur l'île de Gharapuri près de Bombay (hindouiste, IXe au XIIIe siècle, datation en débat, quatre grottes). Ces trois sites sont dans l’État du Maharahstra.
- Le quartier des temples de Mahâballipuram sur la côte de Coromandel près de Chennai, Tamil Nadu (hindouiste, VIIe – IXe siècle 17 temples monolithiques sous roche, dont les feux servaient à la navigation des marins sous la dynastie des Pallava.

Autres temples sous roche bouddhiste d'Inde :
| État           | Ville                                               | Temple sous roche                   | Construction                                 | Remarques                         |
| -------------- | --------------------------------------------------- | ----------------------------------- | -------------------------------------------- | --------------------------------- |
| Andhra Pradesh | Kamavarapukoka                                      | Guntupalli                          | IIe siècle av. J.-C.                         |                                   |
| Gujarat        | Junâgadh, presqu'île de Kâthiâwar, Talaja et autres |                                     | Ier au IVe siècle                            |                                   |
| Madhya Pradesh | Chandwasa                                           | Dhamnar                             | IVe au VIe siècle                            | ~ 50 gr. monolithique hindouiste  |
|                | Dhâr                                                | Bagh                                | Ve au VIIe siècle                            | 9 gr., jadis de grandes peintures |
| Maharashtra    | Aurangābād                                          | Grottes d'Aurangābād                | VIe – VIIe siècle                            | 10 gr. en 2 groupes               |
|                | Bhomarwadi                                          | Grottes de Pitalkhora               | IIe – Ier siècle av. J.-C.                   |                                   |
|                | Côte de Konkan                                      | Kuda, Karhad, Mahad, Sudhagarh etc. |                                              |                                   |
|                | Lonavla                                             | Grottes de Karli et Gr. de Bhaja    | IIe siècle av. J.-C. au Ve siècle            | Bhaja : 18 gr.                    |
|                | Maval (Kamshet)                                     | Gr. de Bedsa                        | Ier siècle av. J.-C.                         |                                   |
|                | Bombay                                              | Junnar/Kanheri                      | Ier siècle av. J.-C. - IIe siècle/IXe siècle | 150/109 gr.                       |
|                | Bombay (Salsette)                                   | Gr. Mahakali (ex-Kondivita)         |                                              | ~ 20 gr. dans basalte             |
|                | Nasik                                               | Pandu Lena (Pandavleni)             | Ier et IIe siècles                           | 33 gr.                            |
|                | Raigad                                              | gr. de Kondane                      | Ier siècle av. J.-C.                         |                                   |
| Rajasthan      | Jhalawar                                            | Kholvi, Binnayaga                   | Ve siècle                                    |                                   |

## Temples sous roche hindouistes en Inde

### Contre-réforme hindouiste

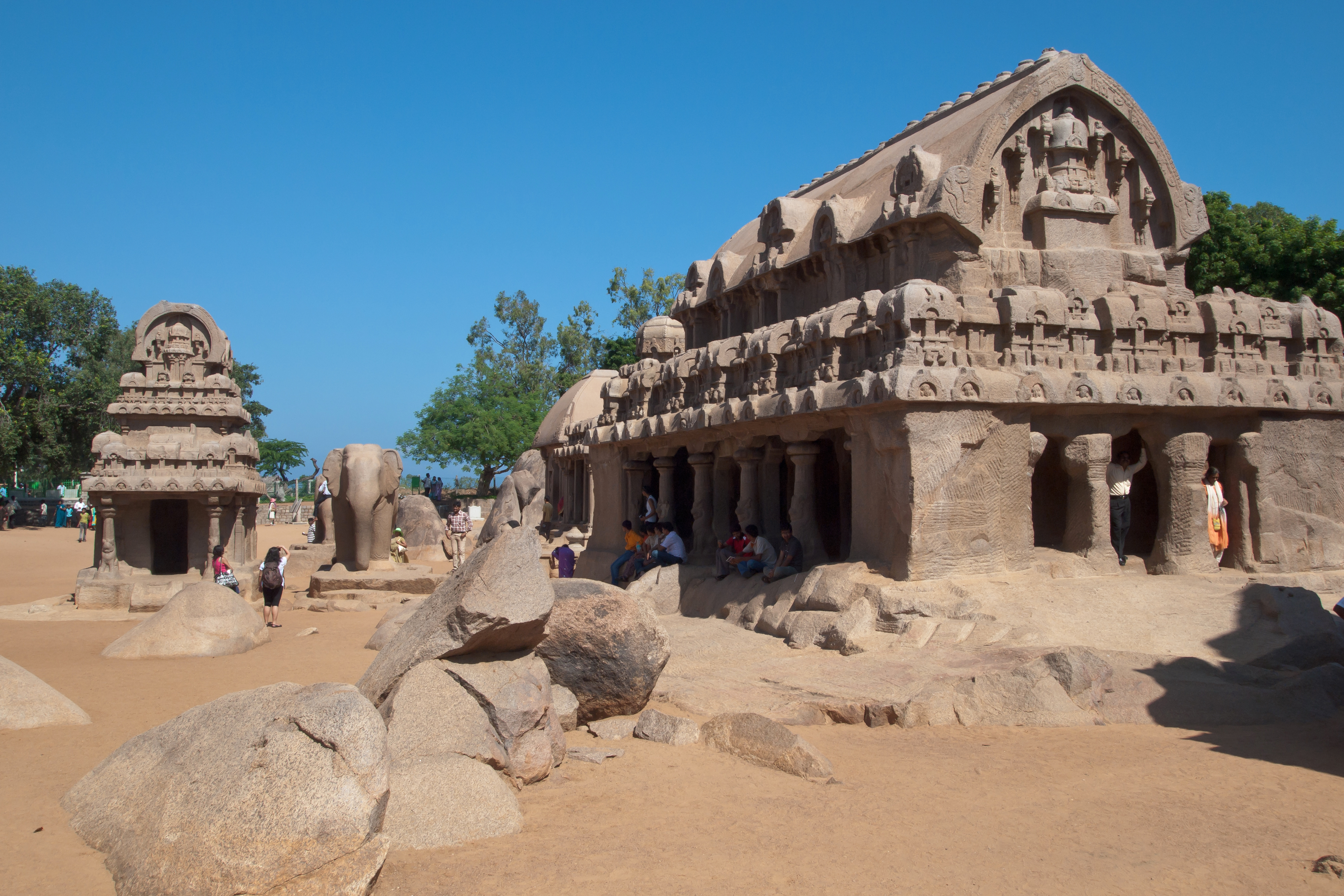
Les cinq Râthas (« Char de procession ») à Mahâballipuram, au Tamil Nadu.

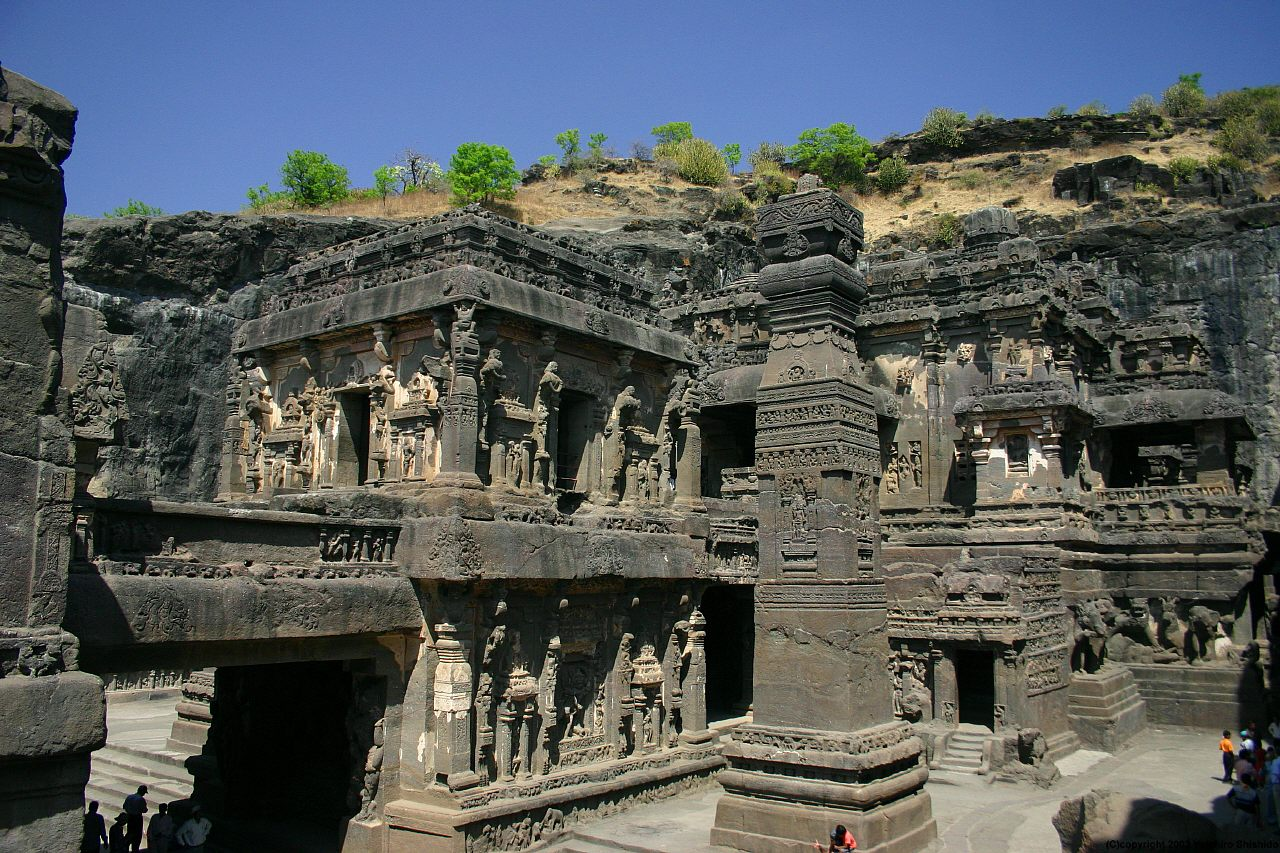
Ellora, Temple sous roche no 16, Kailasanatha, considéré comme le plus grand temple hindou creusé sous roche.

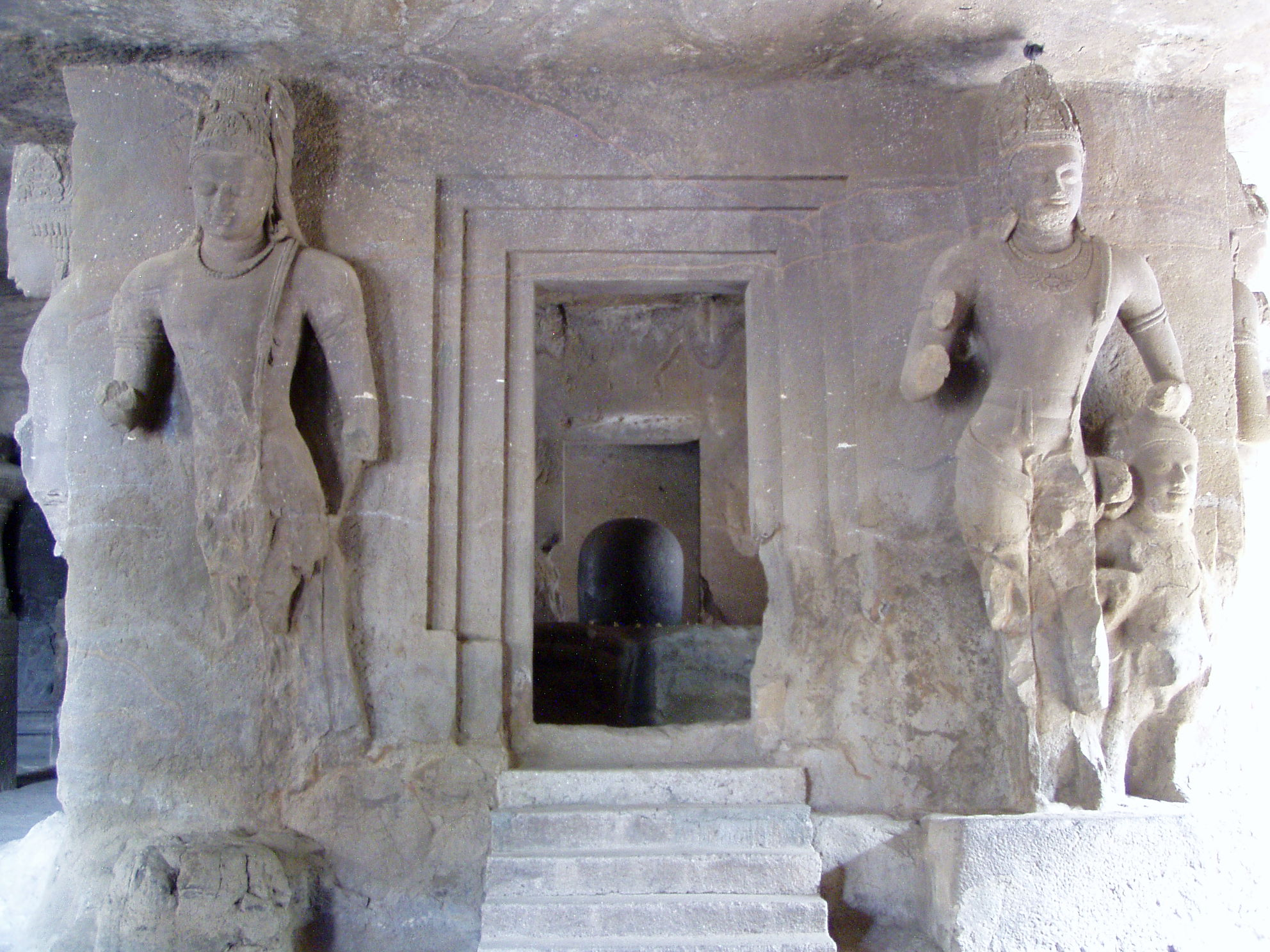
Chapelle avec Lingam, Elephanta près de Bombay (grotte 1).

Sous l'influence de l'enseignement Bhakti (भक्ति, bhakti, dévotion), les éléments tantriques, ou initiatiques, font leur entrée dans les temples sous roche bouddhistes. Dans la grotte bouddhiste d'Ellora no 12, s'ajoute aux statues de Bouddha un nouvel élément : la déesse à quatre bras Cunda. La salle du temple bouddhiste d'Aurangābād, grotte no 7, adapte l'étroitesse spatiale du temple hindou et présente une chapelle ornée de scènes de danse érotiques. Cette adaptation poussée aux formes hindouistes est en relation avec le renforcement de l'hindouisme à partir du IVe siècle. La « contre-réforme » hindouiste résultant de l’affaiblissement des grands royaumes indiens s'est accompagnée du développement d'une architecture sous roche hindouiste pleine de vitalité et a fini par faire dépérir l'activité de construction de temples sous roche bouddhistes vers les VIIe et VIIIe siècles.
Jusqu'aux premiers siècles ap.J.C., les temples hindouistes étaient construits exclusivement en matériaux peu durables, essentiellement du bois et de l'argile. Les premiers temples hindouistes sous roche et les temples en pierre à l'air libre ont repris le style de leurs prédécesseurs. L'arrivée de dons de bienfaiteurs hindouistes a permis à partir du VIIe siècle de creuser de plus en plus de temples sous roche dans bien des régions de l’Inde, dont le Karnataka actuel (Badami, bouddhiste, hindouiste, jaïn, VIe au VIIIe siècle, 4 temples sous roche), le Madhya Pradesh (Udaigiri), le Maharashtra (Pataleshwar à Pune), l'Orissa (Gupetswar), et le Tamil Nadu (Kalugamalai ainsi que Pillayarpatti près de Karaikudi). Outre Éléphanta et Ellora dans nord-ouest du sous-continent indien, on compte au patrimoine mondial de l'UNESCO les temples hindouistes de Mahâballipuram près de Chennai dans le sud. Quelques temples jaïns construits à la même époque se trouvent dans le Maharashtra (Ellora), Madhya Pradesh (Udaigiri et Gwâlior) et à l'est de l'Orissa (Udayagiri et Khandagiri dans des grottes naturelles).

### Structure classique des temples
La fonction des temples sous roche hindouistes comme sanctuaire et lieu rituel pour le déroulement de la pūjā (पूजा, pūjā, adoration), des cérémonies du feu et des sacrifices, des récitations et d'autres manifestations religieuses, ce qui a conduit à la formation de nombreuses structures architecturales différentes, au centre desquelles la divinité est constamment au centre, objet de la vénération. Même les temples hindouistes sont marqués par des tendances qui ont été développées dans le domaine de la construction de plein air. Le temple hindouiste est divisé dans l'espace en un espace principal, le garbha griha, et une salle à colonnes, le mandapa. Le garbha griha (garbha, utérus) forme une chapelle de culte, généralement obscure, qui contient le saint des saints, l'image de la divinité ou le lingam, symbole étroitement lié avec la divinité hindoue Shiva. Devant le garbha griha se trouvent alignés sur un axe un ou plusieurs mandapas, halls d'entrée ou du temple, garnis de colonnades. Dans les temples sous roche hindouistes, il n'y a pas de cellules monacales comme dans les installations bouddhistes. 
Vu le nombre de temples sous roche hindouistes d'Ellora au Maharashtra, on peut à la suite de Plaeschke distinguer plusieurs types de construction de ces temples sous roche hindouistes, et qui sont largement diffusés :
- Les constructions tirées d'une véranda devant une grotte, avec un lien direct avec le saint des saints (par exemple, la grotte III de Badami et à Ellora)
- Les temples imitant le plan d'une maison sur cour, avec une colonnade carrée intérieure (Éléphanta, Ellora et Mahâballipuram)
- Les temples sous roche directement dérivés de constructions hindouistes à l'air libre contemporaines (Ellora et Mahâballipuram)[31].

En raison de l'avancée triomphale de l’architecture des temples hindouistes en Inde de l’ouest à partir du VIIe siècle, cette dernière variante a acquis une importance particulière. Les temples sous roche hindouistes de ce dernier type suivent largement le plan des temples hindouistes en plein air, avec le saint des saints (garbha griha), le vimāna (tour), les salles d'entrée et de temple (Mandapa) et à l'occasion un petit pavillon isolé du bâtiment principal avec la statue du taureau Nandi, la monture de Shiva. Un développement ultérieur de cette variante de temple sous roche hindouiste est le temple de Kailâsanâtha, temple sous roche monolithique à Ellora. Ce temple isolé dans une fosse rocheuse, fermé du dehors par un portail monumental (Gopura) de deux étages, avec ses 46 m de large est bien le temple sous roche hindouiste le plus impressionnant.

## Temples sous roche dans d'autres régions d'Asie

### Diffusion le long de la Route de la Soie

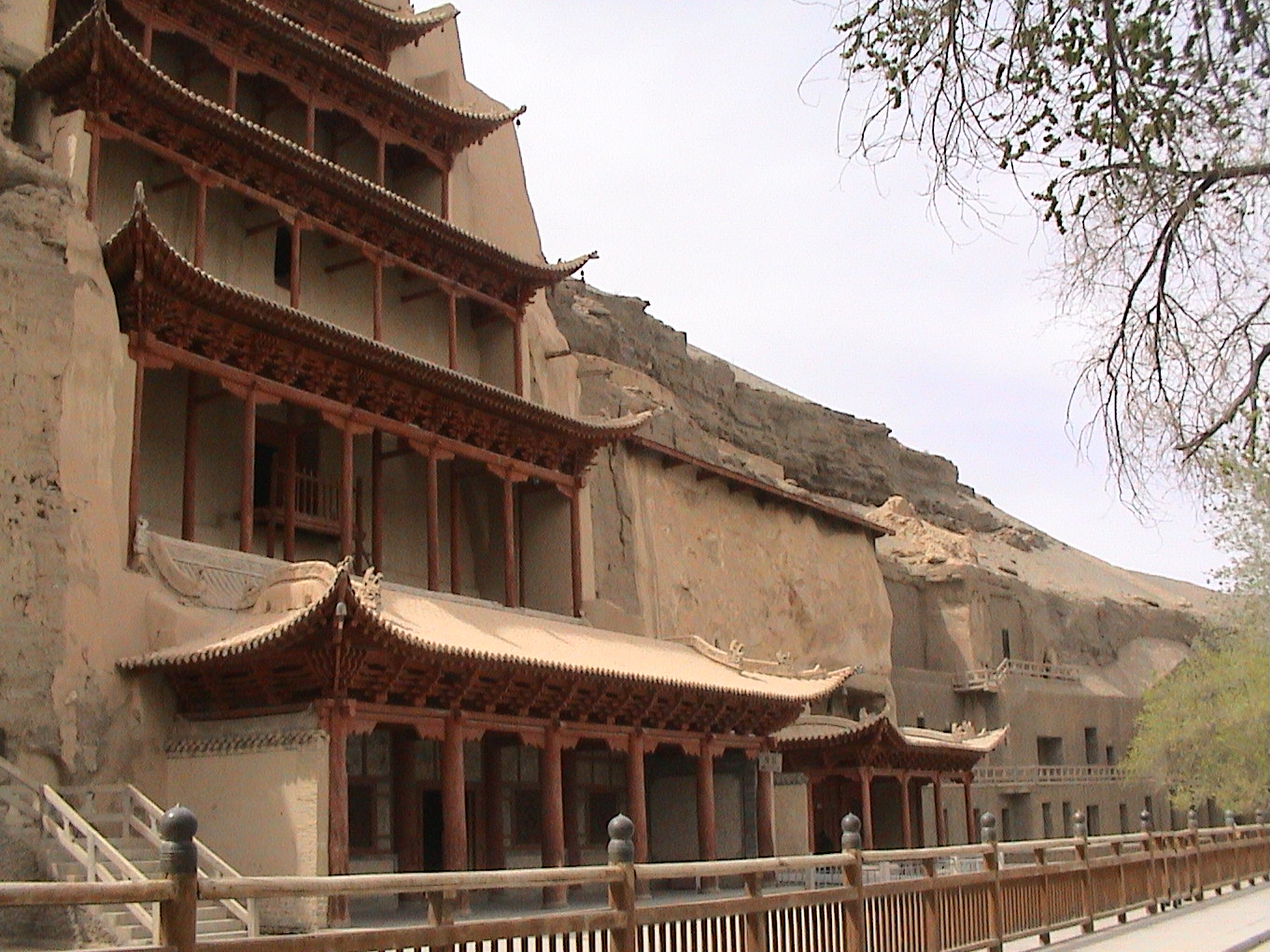
Les grottes de Mogao près de Dunhuang, province de Gansu, Chine

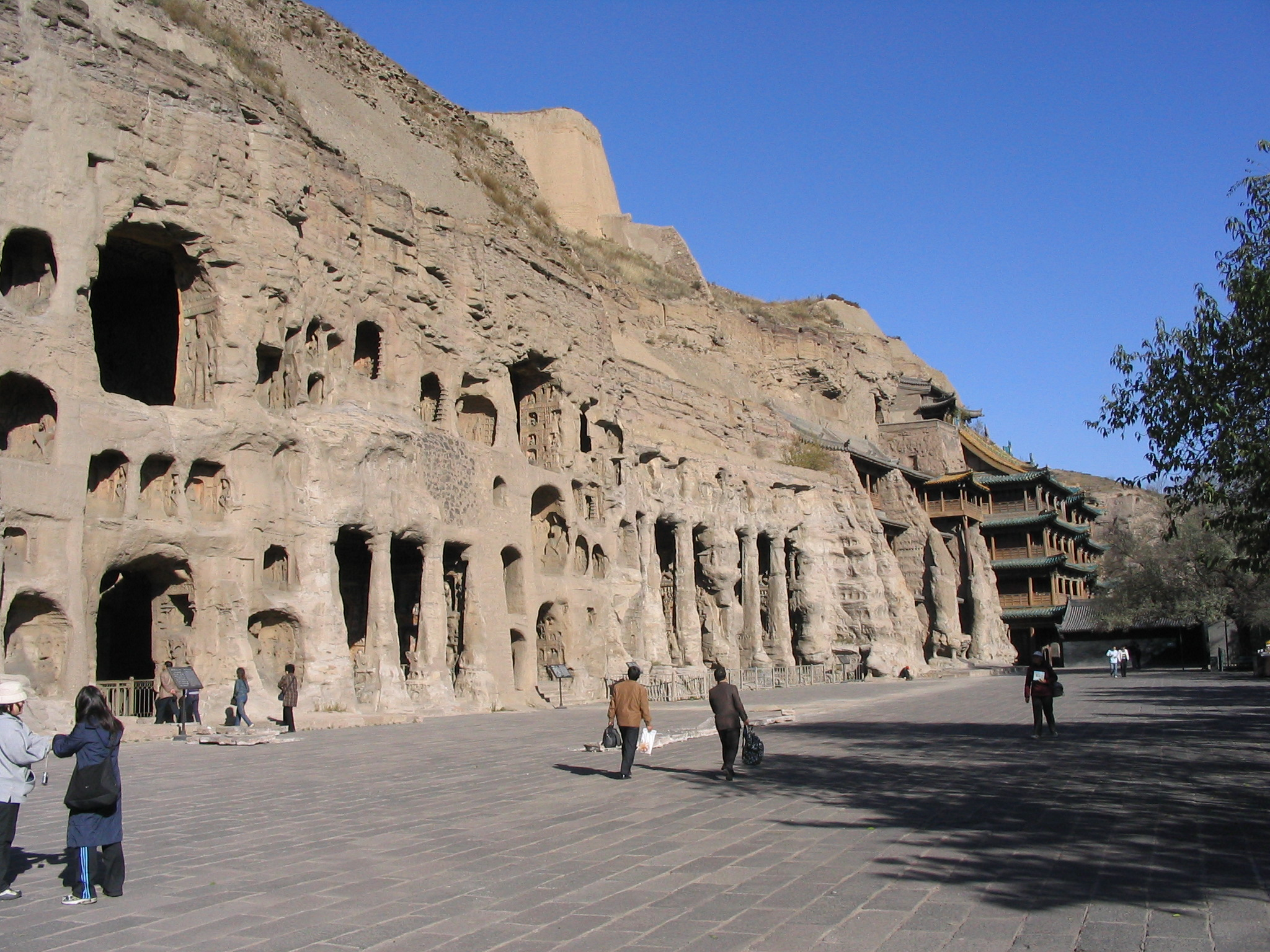
Les grottes de Yungang près de Datong, Chine

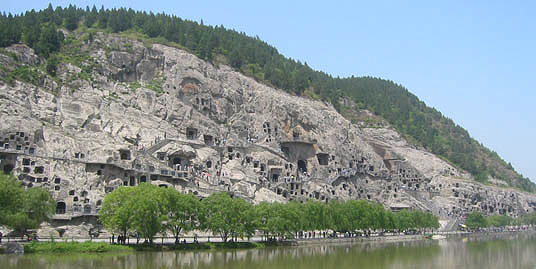
Les grottes de Longmen près de Luoyang vues du pont Manshui, Chine, 2345 grottes

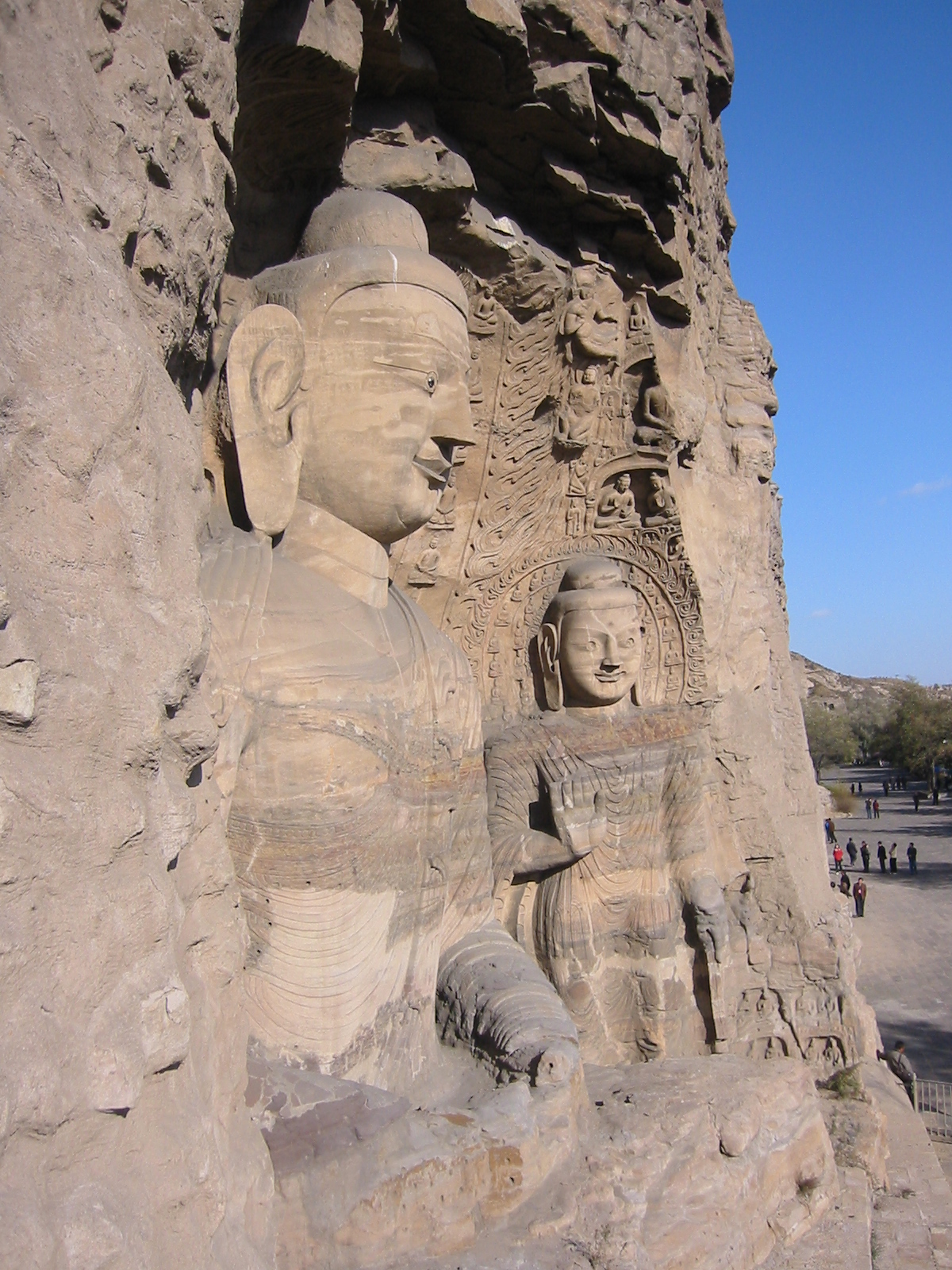
statues de Bouddha des grottes de Yungang près de Datong, Chine

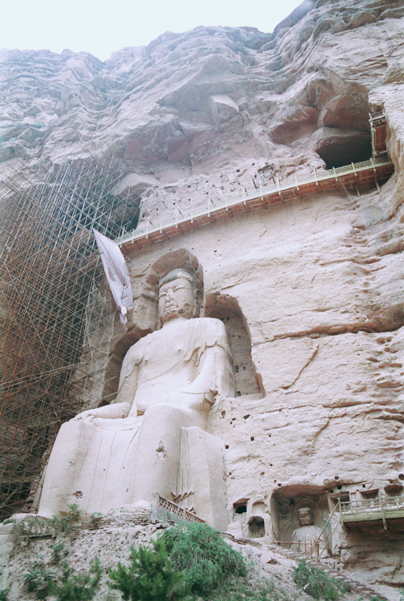
Binglingsi, grand Bouddha Maitreya, Chine

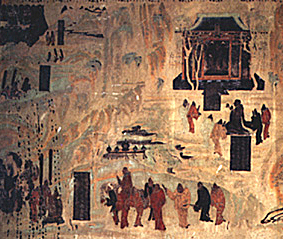
Peinture murale dans les grottes de Mogao, Dunhuang, Chine

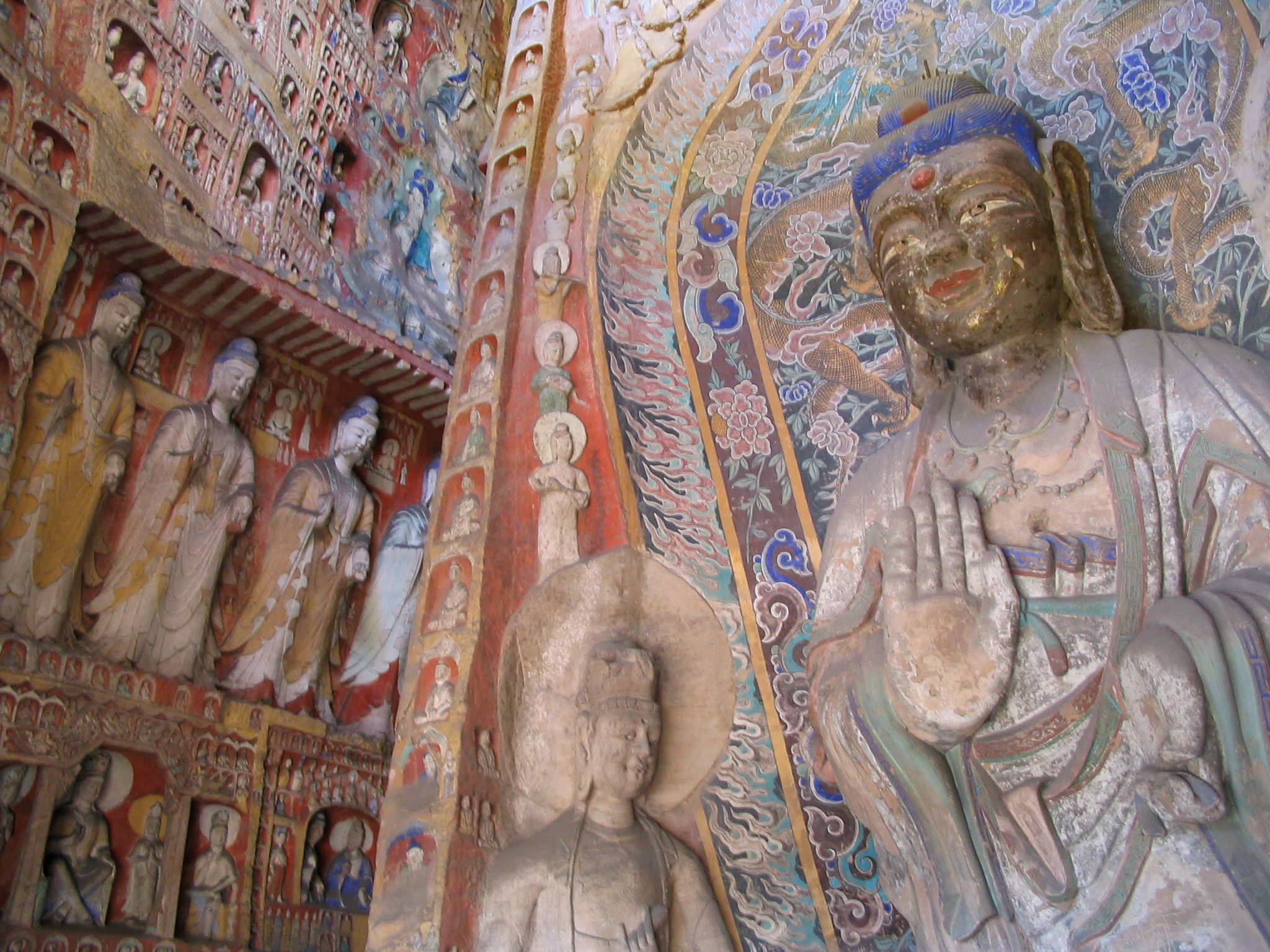
Grottes de Yungang près de Datong (grotte 11), Chine

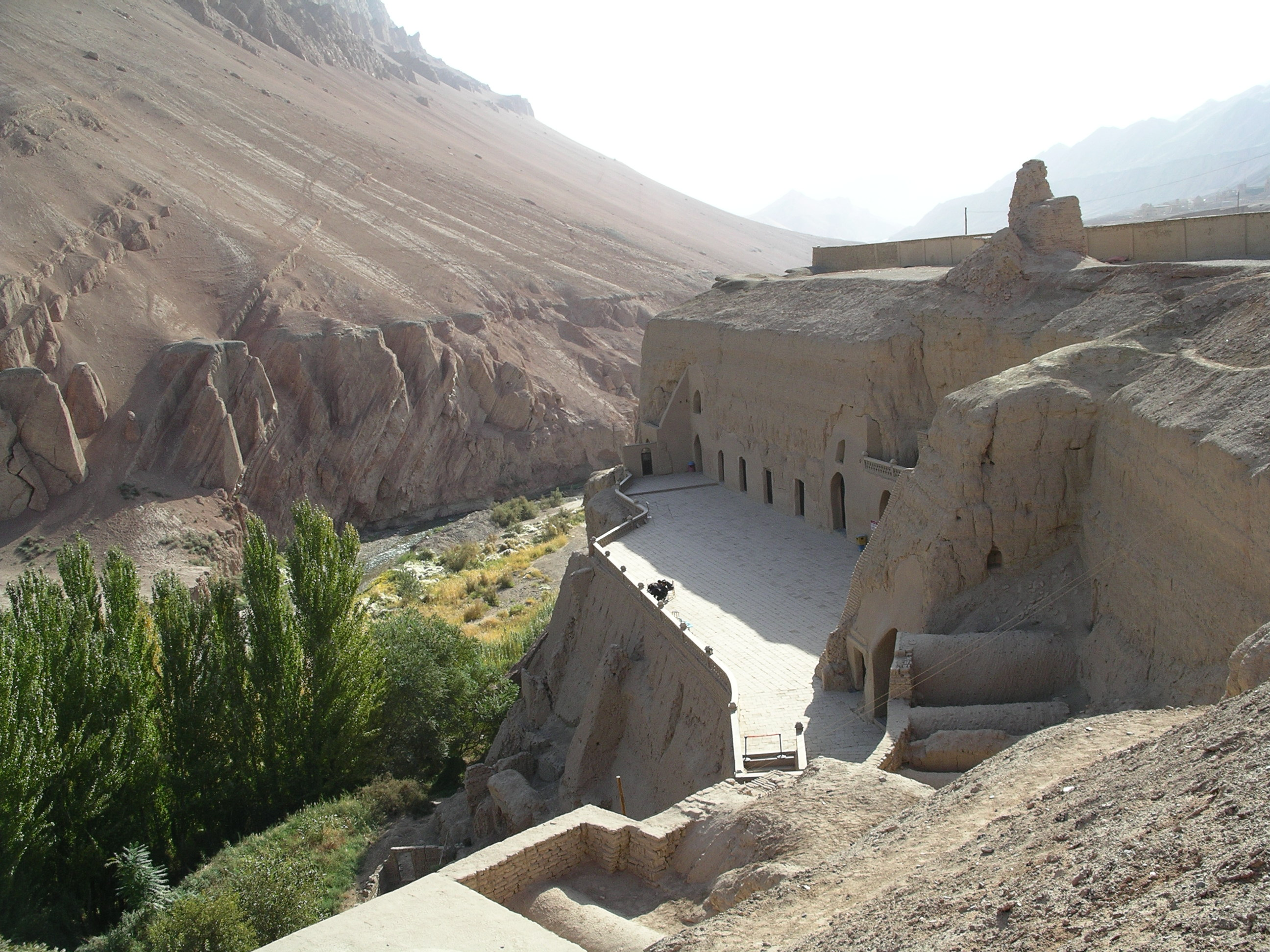
Grottes des mille Bouddhas de Bezeklik près de Tourfan au Xinjiang, Chine

Les installations étendues des temples sous roche bouddhistes et hindouistes de l’Inde ancienne ont été imitées depuis le IIe siècle dans de nombreuses régions d'Asie. Le bouddhisme est venu d'Inde le long des routes de commerce à longue distance, et en particulier le long de la branche nord de la Route de la soie, après l'Asie centrale. Sur le territoire de l’Afghanistan actuel, sont nés une grande quantité de temples sous roche avec influence persane dans et autour de la vallée de Bâmiyân avec les vallées voisines de Kakrak et de Foladi (massif de Koh-i Baba dans l’Hindou Kouch, depuis le IIe siècle, environ 20 000 grottes), près de Haibak en Bactriane (Hazar Sam, depuis le IIe siècle, environ 200 grottes) ainsi que près de Jalalabad (Haddah, Allahnazar, Baswal, IIe au Ve siècle, 150 grottes, Dauranta, depuis le IIe siècle, Kajitulu ainsi que Siah-Kok).
Les temples sous roche se sont diffusés par l'Asie centrale vers la Chine, le plus fortement pendant la dynastie Wei du Nord aux IVe et Ve siècles. À la suite de cette extension vers le nord, entre les IVe et IXe siècles (dynastie Wei du Nord, dynastie Sui et dynastie Tang) le long de la Route de la soie, dans les bassins du fleuve Jaune et du Yang Tsé Kiang de nombreuses installations étendues de temples bouddhistes voient le jour (Dunhuang, Kucha, Tourfan et autres), qui s'émancipent de leurs modèles indiens.

### Particularités architecturales
Les temples sous roche naissant le long de la Route de la soie sont caractérisés aussi, outre les niches de culte et d'enseignement et les cellules monacales, par un Stupa placé au centre, et souvent représenté par un pilier central carré. Celui-ci porte un symbole ou une statue de Bouddha. Les moines et
fidèles laïcs en font le tour rituel (parikrama). Les constructions des plafonds des temples sous roche chinois sont particulièrement diverses : seau renversé, octogone, ou échiquier plat.
Dans les grottes de Mogao bien conservées les compartiments du plafond sont souvent remplis de peintures et concrétisent ainsi l'idée cosmologique de la voûte céleste. Dans leur ensemble, les temples sous roche chinois se distinguent par leurs peintures murales et sur les plafonds bien plus nombreuses que leurs modèles indiens. Dans les temples sous roche des grottes de Kizil aux mille bouddhas, et à Bâmiyân, la vogue des « plafonds en lanterne » est caractéristique. Ce sont des plafonds laissant ouvert au centre un carré, rempli par d'autres carrés de taille décroissante situés au-dessus. 
Le temple sous roche d'Asie centrale ou orientale de l'intérieur est d'habitude complètement recouvert de groupes de figures, de reliefs et d'ornements sculptés dans la pierre. Parmi cette riche floraison de formes, se détachent dans des niches des configurations lus grandes, en particulier les statues colossales du Bouddha assis, maître du monde, avec les figures debout qui l'accompagnent, à Yungang et Longmen.

### Apogée en Asie centrale et orientale
De nombreux complexes de temples sous roche en Asie centrale et orientale sont conservés, parmi lesquels trois lieux figurant au Patrimoine mondial de l'UNESCO :
- Les grottes de Mogao, ou grottes aux mille bouddhas, partie des grottes de Dunhuang, près de Dunhuang (province du Gansu, IVe au XIVe siècle, 492 grottes conservées), dans lesquelles un moine taoïste a découvert en 1900 environ 50 000 documents écrits des IVe au XIe siècle (actuellement en partie en possession du British Museum à Londres)
- Les grottes de Yungang ou « grottes de l'arête des nuages » près de Datong (province du Shaanxi, Ve et VIe siècles, 252 grottes), conçues sur l'exemple des grottes de Mogao, et garnies de 51 000 statues et de huttes d'abri en bois de 1621 encore conservées
- Les grottes de Longmen, ou « grottes du portail du dragon » près de Luoyang (province du Henan, Ve au VIIIe siècle, 2435 grottes) dont les plus de 10 000 sculpturees ont été fortement endommagées pendant la révolution culturelle entre 1966 et 1976.

Parmi les plus de 250 complexes de temples sous roche bouddhistes, et rarement taoïstes, on compte dans l'ensemble de la Chine en outre :
| Province | Ville                                | Temple sous roche                              | Construction        | Remarques                               |
| -------- | ------------------------------------ | ---------------------------------------------- | ------------------- | --------------------------------------- |
| Gansu    | 50 km SO de Lanzhou                  | Binglingsi                                     | dep. Ve siècle      | 183 gr.                                 |
|          | Wuwei                                | Gr. de Tiantishan                              | VIe siècle          |                                         |
|          | Guazhou (ex-Anxi)                    | Wanfoxia                                       | dep. Ve siècle      | 42 gr.                                  |
|          | 45 km SE de Tianshui                 | Gr. de Maijishan                               | dep ~ Ve siècle     | 194 gr.                                 |
| Hebei    | Handan                               | Gr. de Xiangtangshan                           | VIe siècle          |                                         |
| Henan    | Gongyi                               | Gr. de Gongxian                                | dep. VIe siècle     |                                         |
| Ningxia  | Guyuan                               | Gr. de Xumishan                                |                     |                                         |
| Shaanxi  | Binxian                              | Gr. de Dafosi                                  | VIIe siècle         | 107 gr.                                 |
| Shandong | Qingzhou                             | Gr. de Tuoshan                                 | VIe et VIIe siècles | 5 gr.                                   |
| Shanxi   | Taiyuan                              | Gr. de Tianlongshan                            | VIe siècle          | 25 gr., plus de 500 sculptures          |
| Sichuan  | Guangyuan                            | Sculptures dans le roc du monastère de Huangze |                     | 6 gr.                                   |
| Tibet    | Zanda                                | Ruines de Donggar Gr. de Piyang                |                     | 200 grottes 1000 grottes                |
| Xinjiang | Tourfan près du désert du Taklamakan | grottes des mille Bouddhas de Bezeklik         | Ve au IXe siècle    | 67 grottes                              |
|          | Kizil et Kucha                       | Grottes de Kizil                               | IIIe au IXe siècle  | 236 gr. recensées                       |
| Zhejiang | Hangzhou                             | Sculptures de Feilai Feng                      | Xe au XIVe siècle   | plus de 470 sculptures dans le calcaire |

Dans d'autres régions d'Asie orientale n'existent que des temples sous roche isolés, notamment, en Corée du Sud (Grotte de Seokguram près de Gyeongju, VIIIe siècle, avec 37 sculptures, répertoriée au patrimoine mondial de l'UNESCO) et au Japon (Usuki sur l’île de Kyūshū, XIIe siècle, statues de Bouddha de tuf). En japonais, les temples sous roche bouddhistes s'appellent sekkutsu jiin (石窟寺院). 

### Utilisation de grottes naturelles en Asie du sud et du sud-est

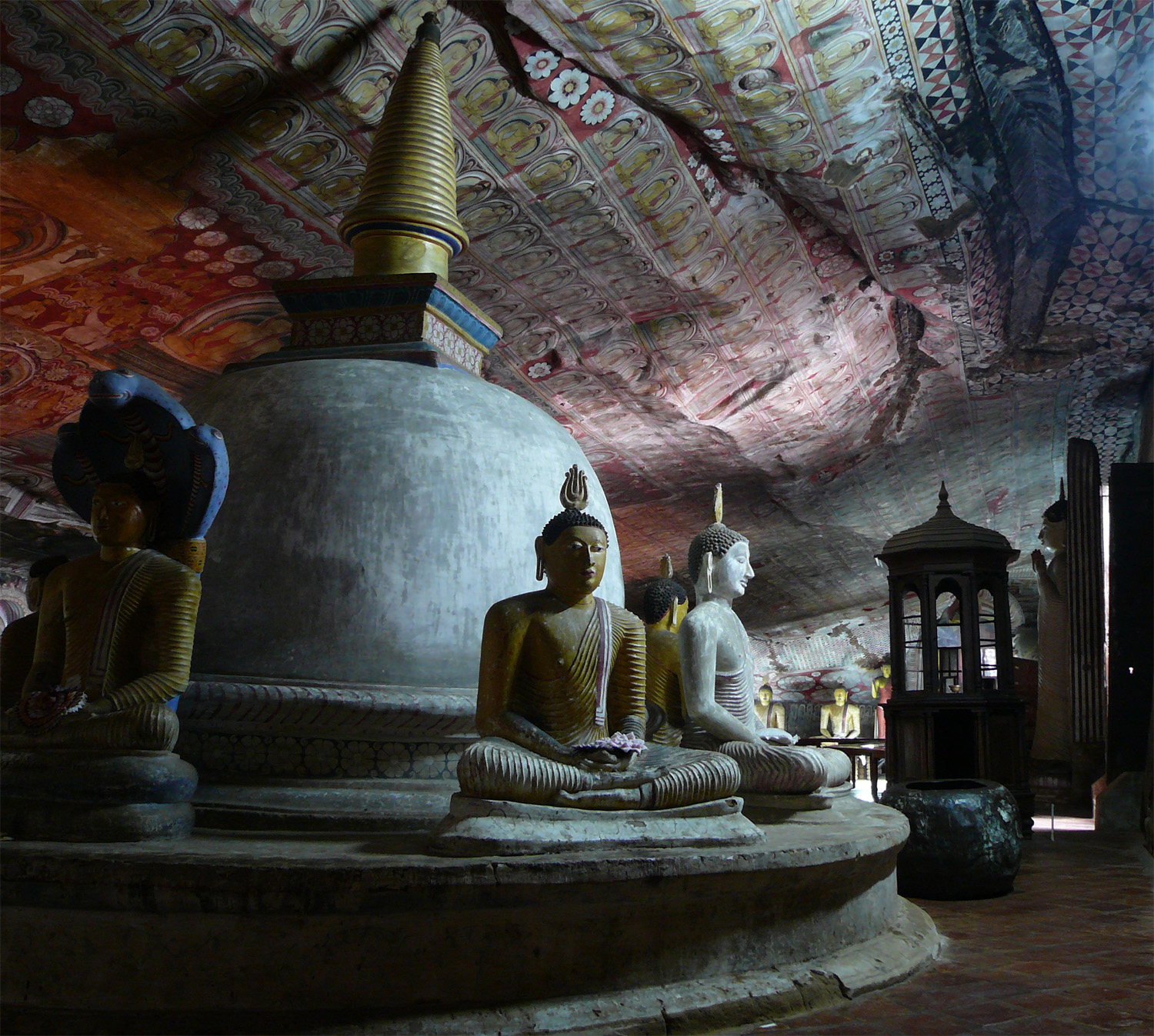
Grottes de Dambulla, province centrale, Sri Lanka

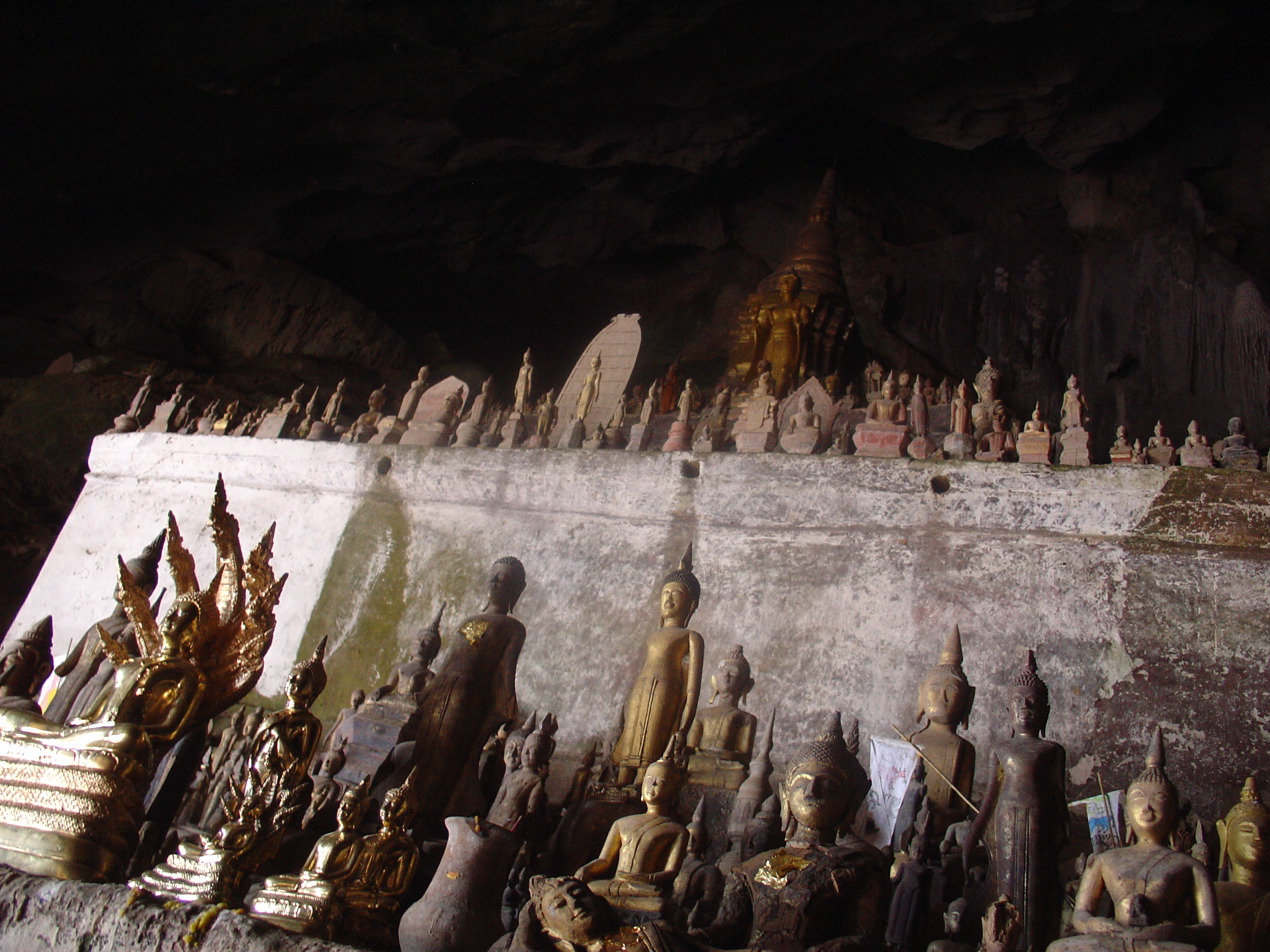
Quelques-unes des 4000 statues de Bouddha dans les grottes de Pak Ou près de Luang Prabang, Laos

La diffusion du bouddhisme theravāda (स्थविरवाद, sthaviravāda, theravāda, école des anciens) s'est déroulée de l’Inde du nord-est et sud-est vers l'Asie du sud et du sud-est. Une deuxième branche d'extension s'est propagée au nord par la Birmanie. Les deux rameaux finissent par rencontrer le bouddhisme mahāyāna en provenance du nord. Les sanctuaires sous roche du Sri Lanka ainsi que ceux des pays d'Asie du Sud-Est se sont développés largement indépendamment et n'ont repris de leurs pendants indiens essentiellement que les stupas, les statues de Bouddha, les prodigues peintures murales ou les effets d'éclairage atmosphérique. 
Tandis que les sanctuaires sous roche en Birmanie ou en Indonésie ont été aménagés, comme sur les types indiens ou chinois, aussi dans des grottes artificielles, en Asie du Sud-Est les installations de temples ont été surtout réalisées dans ou près de grottes naturelles, malgré d'onéreux travaux d'excavation. Ces temples en grottes ont été ornés de nombreuses statues de Bouddha ou de divinités hindouistes, d'autres sculptures et de coûteuses peintures murales. Souvent, ces sanctuaires remplaçaient des lieux de culte et de sacrifice animistes, datant de l'ère prébouddhiste (par exemple Goa Gajah sur Bali ou Huyen Khong au Vietnam).
Cette variante de sanctuaires sous roche se trouve isolée dans d'autres régions, en tout premier lieu en Asie du Sud-Est. Une importance spéciale est attachée au temple sous roche d’Aluvihara près de Matale (province centrale du Sri Lanka, environ dep. le IIIe siècle av. J.-C., 13 grottes avec peintures murales et statues de Bouddha), qui a été au Ier siècle av. J.-C. sous le patronage du roi Vaṭṭagāmaṇī Abhaya le siège du quatrième concile bouddhique theravada, qui a formulé la tradition theravada. Tandis que les conciles n'avaient transmis les enseignements de Bouddha pour des siècles jusqu'à cette époque exclusivement par tradition orale, ils sont pour la première fois mis par écrit sous la forme du Canon pali.

### Pèlerinages fortement fréquentés
Quelques-uns des sanctuaires sous roche forment aujourd'hui les lieux de pèlerinage et de sacrifice très fréquentés (par exemple les grottes de Pak-Ou au Laos ou Pindaya en Birmanie, où par tradition, on laisse comme dons sacrificiels des statues de Bouddha), des endroits de souvenir historique (Dambulla au Sri Lanka, lieu de refuge du roi Vaṭṭagāmaṇī Abhaya), de grands centres d'enseignement et de méditation (Wat Suwan Kuha et Pha Plong en Thaïlande ou Pindaya en Birmanie), des lieux de sépulture (grottes de Pak-Ou au Laos), espace d'art et de musée (grottes de Batu en Malaisie) ou des sites imposants agrémentés de restaurants (Sam Poh Tong et Kek Lok Tong en Malaisie).
D'importants exemples pour les sanctuaires dans des grottes naturelles sont :
| État      | Ville/province                              | Temple sous roche                  | Création                  | Remarques                                                                                            |
| --------- | ------------------------------------------- | ---------------------------------- | ------------------------- | --- |
| Indonésie | près de Padangbai                           | Goa Lawah (gr. des chauves-souris) | XIe siècle                | hindouiste, « avec des milliers de chauves-souris qui passent pour saintes. »                        |
|           | grottes artificielles près de Ubud sur Bali | Goa Gajah (gr. des Éléphants)      | XIe siècle                | prob. cellule d'anciens ermites shivaïtes ; gr. bouddhistes détruites                                |
| Laos      | près de Luang Prabang                       | Grottes de Pak-Ou                  | Ve au VIIe siècle         | 2 gr., accessibles par le Mékong                                                                     |
| Malaisie  | Kuala Lumpur                                | Gr. de Batu                        |                           | hindouiste                                                                                           |
|           | près d'Ipoh                                 | Sam Poh Tong, Kek Lok Tong         |                           | en tout 14 temples sous roche bouddhistes et hindouistes dans le calcaire                            |
| Birmanie  | près de Pa-An                               | Gr. de Kawgun                      | ~ XVe siècle              | dans le calcaire                                                                                     |
|           | Pindaya (État Shan)                         | Pindaya                            |                           | plus de 8000 statuettes de Bouddha                                                                   |
|           | Gr. artificielles près de Monywa            | Gr. de Hpo win                     | XVIIe siècle              | 947 gr. avec, selon des indications birmanes 446 444 statues de Bouddha                              |
|           | Pyin U Lwin                                 | Peik Kinn Myaing                   |                           | hindouiste-bouddhiste                                                                                |
| Sri Lanka | Dambulla                                    | Dambulla                           | dep. Ier siècle av. J.-C. | ~ 80 gr., plus grande installation de temple au Sri Lanka (2 100 m2), Patrimoine mondial de l’UNESCO |
| Thaïlande | Province de Phang Nga                       | Wat Suwan Kuha (gr. aux singes)    |                           | 2 gr. dans calcaire                                                                                  |
|           | Chiang Dao                                  | Pha Plong                          |                           | Centre de méditation                                                                                 |
|           | près de Krabi                               | Wat Tham Sua (gr. du tigre)        |                           | Centre de méditation avec plus de 260 clercs                                                         |
| Vietnam   | Ngu Hanh Son Đà Nẵng                        | Gr. de Huyen-Khong                 |                           | jadis hindouiste-bouddhiste                                                                          |

## Les temples sous roche dans les temps modernes

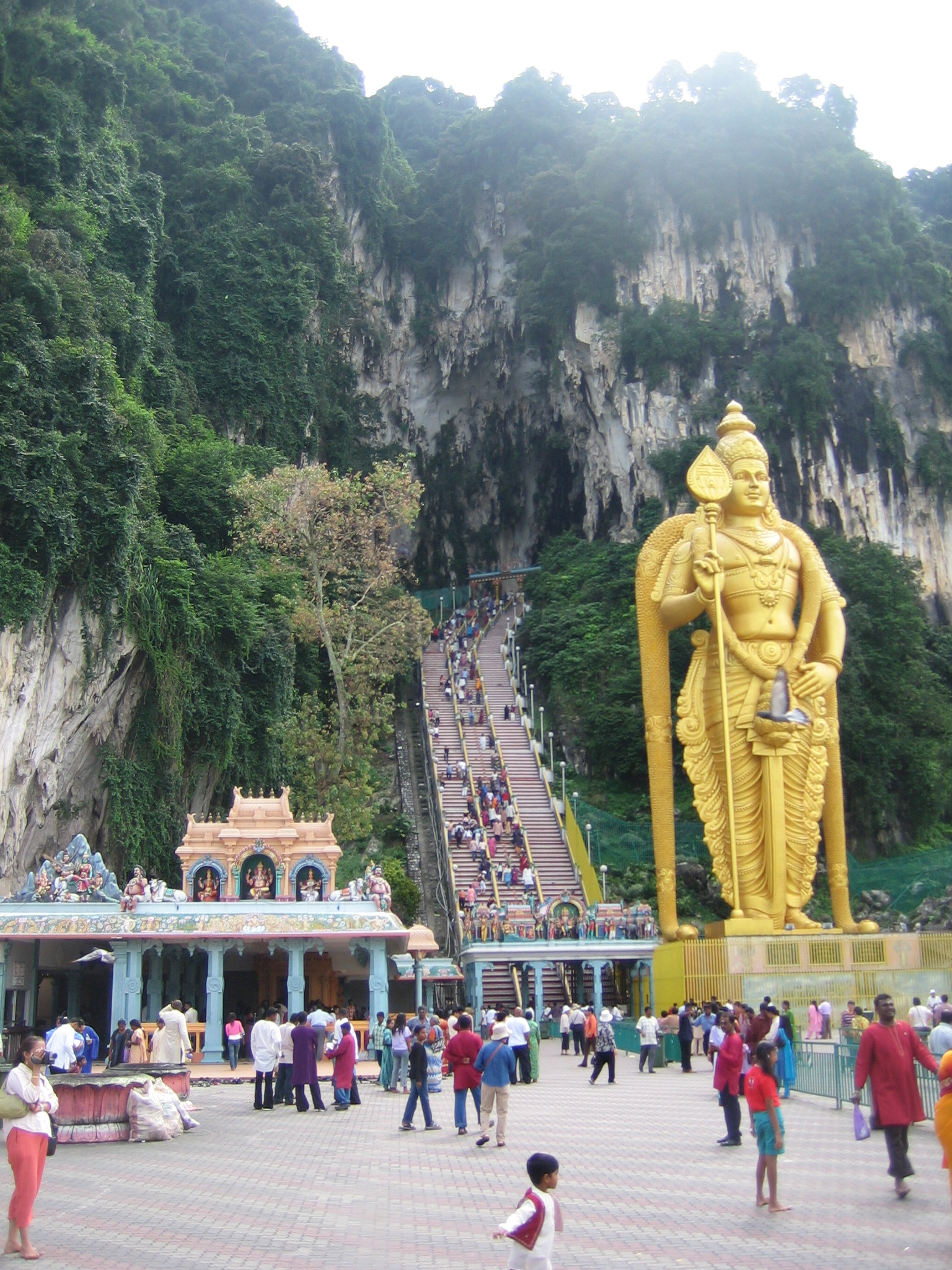
Grottes de Batu (hindouistes) avec statue de Kârttikeya près de Kuala Lumpur, Malaisie

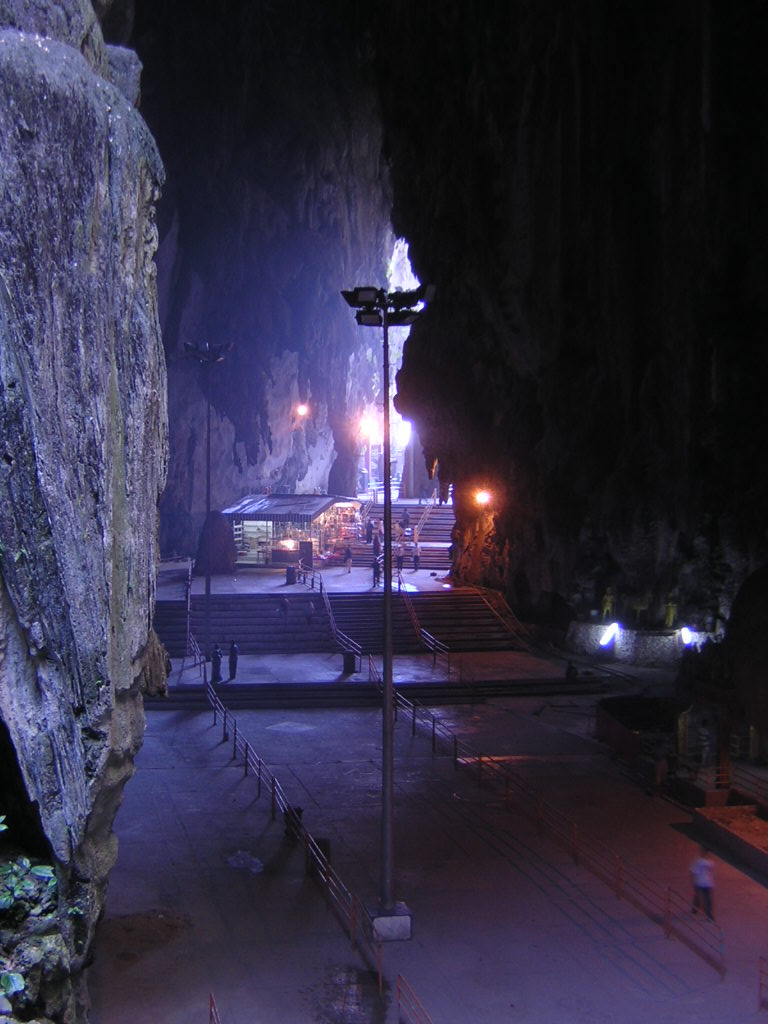
Intérieur des grottes de Batu près de Kuala Lumpur

### Transfert d'une tradition
Au VIIIe siècle, à la suite des campagnes de conquête arabes, des destructions de monastères, et des expulsions de communautés de moines et de nonnes, la construction de temples sous roche en Inde diminue considérablement. Par là, les clercs sont transformés en moines et nonnes mendiants, voués à un approvisionnement pour de longues durées par les laïcs en vêtement, nourriture et remèdes. Les laïcs sont largement poussés à se convertir à l'hindouisme. À part des exceptions comme Dhamnar au Madhya Pradesh et Kholvi au Rajasthan, l'utilisation active des temples bouddhistes sous roche s'arrêta en raison du manque de soutien par les maisons souveraines et les localités voisines. La baisse progressive du bouddhisme en Inde amène l'arrêt de la construction de monastères et de temples. À partir du XIIe siècle, les nouvelles invasions par les puissances d'Asie centrale menacent de destruction les édifices encore existants. 
L'utilisation de grottes de méditation reste à travers les frontières entre écoles d'enseignement un aspect bouddhiste traditionnel vivant. Dans le bouddhisme ésotérique tardif (bouddhisme vajrayāna) l'école Kagyüpa tibétaine ranime la pratique de l'érémitisme. Le maître tantrique Milarépa, considéré comme un des plus grands poètes du Tibet, se retire au XIe siècle pour plusieurs années comme yogi dans de fraîches grottes de montagne pour y méditer, et trouve de nombreux imitateurs. Une direction de méditation caractéristique de la Kagyüpa est celle de la « chaleur intérieure » (gTum mo, Toumo), qui augmente la chaleur corporelle du méditant. Le Toumo aurait protégé du froid extrême des ermites comme Milarépa dans les grottes de montagne du domaine enneigé du Tibet, dont l'altitude moyenne se situe vers 4 500 m.
La tradition indienne hautement développée de l'architecture sous roche, qui avait marqué une longue période, a aussi survécu en-dehors de l’Inde. Un centre du développement et de l'expansion des temples sous roche dans les temps modernes est formé par l'Asie du sud (hors l'Inde) et l'Asie du Sud-Est. Ceci est attesté par les grands temples sous roche au Sri Lanka (Degaldoruwa Vihraya, Kandy, XVIIe siècle, et une extension à 3 grottes supplémentaires des temples sous roche de Dambulla au XVIIIe siècle), dans la Birmanie actuelle (Po Win Daung, Tilawkaguru) et en Thaïlande (Khao Luang près de Phetchaburi), qui n'ont vu le jour ou n'ont été substantiellement agrandis qu'aux XVIIe et XVIIIe siècles.

### Redécouvertes et reconversions
Dans les temps modernes, quelques-uns des sanctuaires sous roche les plus importants, dont l'existence avait sombré dans l'oubli, ont été redécouverts. Des peintures murales, des reliefs en pierre, des stupas, des statues et des documents textuels parfois précieux cachés émergent à la conscience publique, comme la découverte spectaculaire de lieux isolés comme Ajanta dans le Maharashtra par un officier britannique en 1819, ou les grottes de Mogao près de Dun Huang en Chine par un moine taoïste en 1900, puis à nouveau par l'archéologue britannique Aurel Stein en 1907. En 1923, Goa Gajah sur Bali a été redécouvert par un fonctionnaire néerlandais, et Binglingsi dans la province chinoise de Gansu en 1953. Le vol des œuvres d'art et le pillage par les expéditions étrangères ont été très souvent une conséquence immédiate de ces redécouvertes.
Les temples sous roche forment dans l'époque contemporaine, d'une manière ou d’une autre, partie du culte de la tradition bouddhiste ou hindouiste. Dans le temple d'Aluvihara au Sri Lanka, on fête annuellement avec l'Aluvihara Sangayana Perahara le quatrième concile bouddhique de la tradition Theravada, où les enseignements de Bouddha ont été pour la première fois notés par écrit sur place. À la suite du sixième concile bouddhique (selon le décompte Theravada), a vu le jour au milieu du XXe siècle dans la capitale de la Birmanie, une copie de la grotte de Sattapanni, où avait eu lieu le premier concile juste après la mort du Bouddha : la Maha Pasana Guha monumentale a offert pendant le sixième concile, entre 1954 et 1956 à Rangoun, de la place pour 2500 moines bouddhistes et 7500 laïcs.
Outre l'utilisation spirituelle, pendant les temps de guerre ou de crise, une utilisation détournée a été faite ici ou là de temples sous roche dans des buts politiques ou militaires. Dans la grotte indonésienne de Goa Lawah, a eu lieu en 1904 une conférence politique sur la défense contre les forces néerlandaises approchantes. La grotte de Huyen-Khong au Vietnam a servi d'hôpital et d'abri aux combattants du pays pendant la Guerre du Viêt Nam, comme on peut le reconstituer à partir des nombreux dommages aux murs. Selon une plaque, une unité de femmes du Việt Cộng a abattu de cet endroit 19 avions de combat américains. 

### Temples sous roche en milieu islamique
Aux XIXe et XXe siècles, de nouveaux temples sous roche ont été faits, en particulier en Malaisie. Les initiateurs de ces constructions sacrées ont été des bouddhistes Mahayana immigrés en Malaisie et des taoïstes de Chine. Le temple Perak Tong, richement décoré (1926), dans la grande ville malaise d'Ipoh, dont les habitants sont en majorité d'ethnies chinoises, a été, comme le temple sous roche de Ling Xian Yan près de Gunung Rapat dans le voisinage depuis 1967, conçu et financé par des immigrants bouddhistes de Chine. La construction du temple sous roche Chin-Swee taoïste sur le haut-plateau malais de Genting a été financée entre 1976 et 1993 par un homme d'affaires chinois. Une onde d'islamisation, qui a traversé la Malaisie dans les années 1970 n'a apporté aucune interruption dans ces activités de construction supportées principalement par des immigrants aisés.
Telle ou telle installation a été développée pendant des décennies. La première des grottes de Batu près la capitale malaise Kuala Lumpur a été consacrée comme temple en 1891. En 1920, elle est complétée par un coûteux escalier en bois. Une statue de 42,7 m de haut du dieu hindou Murugan a été terminée en 2006 après 3 ans de construction, et forme depuis en février de chaque année le centre de la fête tamoule de Thaipusam. Cette fête « extatique de pénitence et d'actions de grâces » des Hindous évoque la victoire mythique de Murugan, fils des divinités hindoues Shiva et Pārvatī, sur trois démons. 
Tandis que les temples sous roche asiatiques dans leurs débuts en Inde représentaient tout d'abord des lieux de retraite pour les ascètes anachorètes et les moines bouddhistes mendiants, en Malaisie, plusieurs millénaires plus tard ils sont pendant Thaipusam au centre de l’un des plus chatoyants événements spirituels du monde contemporain. La vie isolée et contemplative des moines et nonnes dans des contrées impraticables a cédé la place à une procession enivrée de masses populaires et à ses rites de flagellation en transe.

### Ouvrages

#### Hors d'Asie
- (de) H. D. Betz, Religion in Geschichte und Gegenwart, Tübingen, Mohr Siebeck, 2005
- (de) Johannes Dümichen, Der ägyptische Felsentempel von Abu Simbal, Berlin, Hempel, 1869
- (de) Rosemarie Klemm, « Vom Steinbruch zum Tempel: Beobachtungen zur Baustruktur einiger Felstempel der 18. und 19. Dynastie im ägyptischen Mutterland. », Zeitschrift für Ägyptische Sprache und Altertumskunde, vol. 115,‎ 1988, p. 41–51
- (de) Heinrich und Ingrid Kusch, Kulthöhlen in Europa : Götter, Geister und Dämonen, Cologne, vgs, 2001
- (de) Hans J. Martini, Geologische Probleme bei der Rettung der Felsentempel von Abu Simbel, Gœttingue, Vandenhoeck u. Ruprecht, 1970

#### Asie du sud
- (en) K.V. Soundara Rajan, Rock-Cut Temple Styles, Bombay, Somaiya, 1998
- (en) Carmel Berkson, The Caves at Aurangabad. Early Buddhist Tantric Art in India, New York, Mapin Int, 1986
- (de) Klaus Fischer, Michael Jansen et Jan Pieper, Architektur des indischen Subkontinents, Darmstadt, Wissenschaftliche Buchgesellschaft, 1987, p. 153
- (en) Owen C. Kail, Buddhist Cave Temples of India, Bombay, Taraporevala, 1975, p. 3
- (de) Klaus-Josef Notz (dir.), Das Lexikon des Buddhismus. Grundbegriffe, Traditionen, Praxis, Freiburg, 1998
- (de) Herbert und Ingeborg Plaeschke, Indische Felsentempel und Höhlenklöster. Ajanta und Ellura, Wien, Köln, Graz, Böhlau, 1983
- (de) Bernd Rosenheim, Die Welt des Buddha. Frühe Stätten buddhistischer Kunst in Indien, Mayence, Philipp von Zabern, 2006
- (de) Dietrich Seckel, Kunst des Buddhismus. Werden, Wanderung und Wandlung, Baden-Baden, Holle, 1962
- (de) Gabriele Seitz, Die Bildsprache des Buddhismus, Dusseldorf, Patmos, 2006
- (en) Tarthang Tulku, Holy Places of the Buddha, Berkeley, Dharma, 1994

#### Asie centrale, de l’est et du sud-est
- (de) Manfred Auer, Von Bangkok nach Bali. Thailand – Malaysia – Singapur – Indonesien. Reise-Handbuch, Cologne, DuMont, 1987
- (en) Neville Agnew, « Conservation of Ancient Sites on the Silk Road », The J. Paul Getty Trust, Los Angeles, 1997 (consulté le 6 janvier 2013)
- (de) Mario Bussagli, Indien, Indonesien, China, Stuttgart, Deutsche Verlags-Anstalt, 1985
- (de) Dunhuang Institute of Cultural Relics, Die Höhlentempel von Dunhuang, Stuttgart, Klett Cotta, 1982
- (de) Reza, Der verborgene Buddha, Knesebeck, 2003 sur le Xinjiang.
- (en) William Simpson, « The Buddhist Caves of Afghanistan », JRAS, vol. N.S. 14,‎ --, p. 319-331
- (en) Pindar Sidisunthorn, Simon Gardner et Dean Smart, Caves of Northern Thailand, Bangkok, River, 2007
- (en) Michael Sullivan, The Cave Temples of Maichishan, Berkeley, University of California Press, 1969